# Bad Honnef

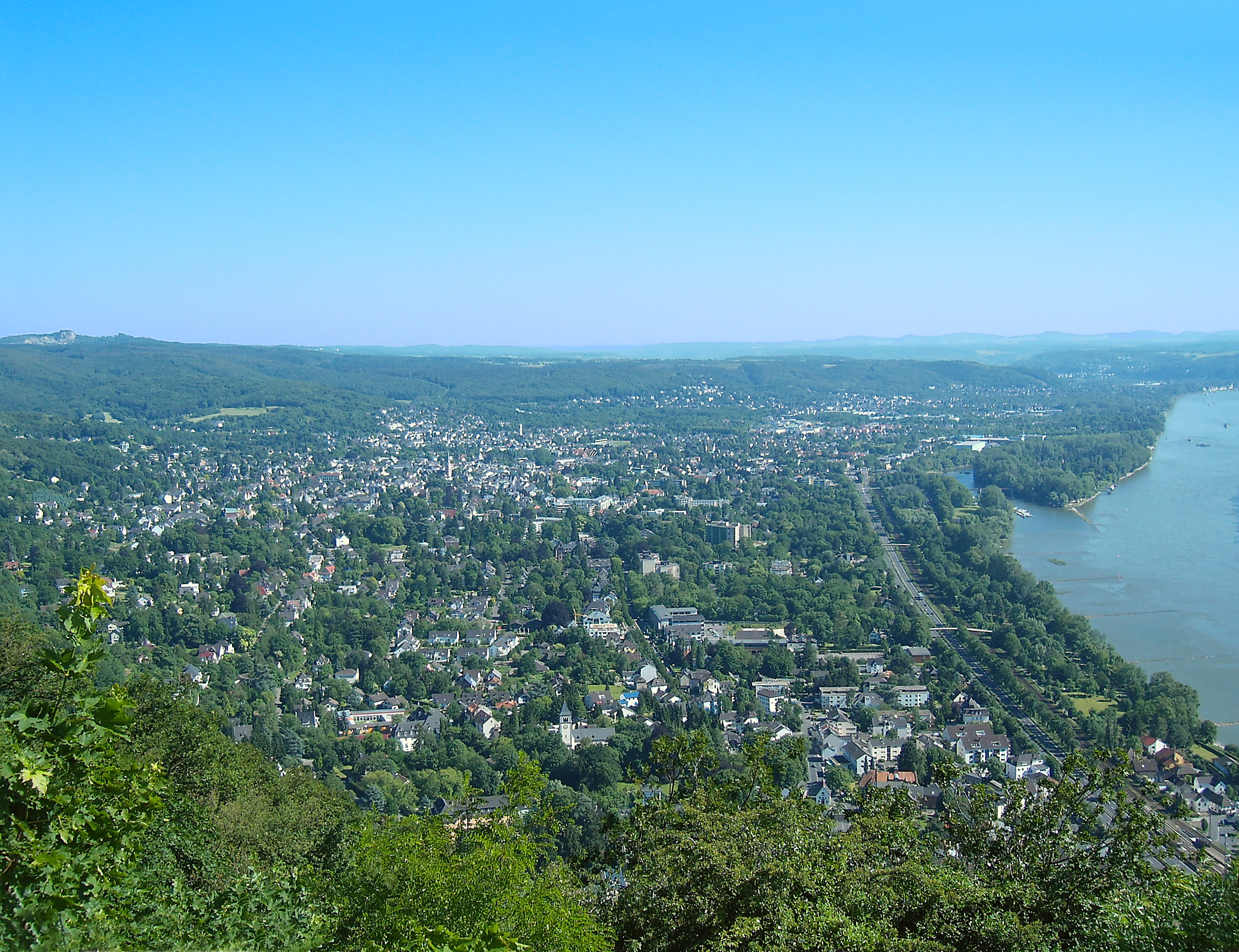
Bad Honnef vom Drachenfels aus gesehen

Bad Honnef (bis 26. Januar 1960 Honnef) ist eine Stadt im Rhein-Sieg-Kreis am Südrand des Landes Nordrhein-Westfalen mit 25.061 Einwohnern (31. Dezember 2024). Sie liegt auf der östlichen Seite des Rheins und grenzt über diesen nordwestlich an den Stadtbezirk Bad Godesberg der Bundesstadt Bonn und zudem an das Land Rheinland-Pfalz. Bad Honnef nimmt gemäß Landesplanung die Funktion eines Mittelzentrums ein. Nach Definition des Bundesamtes für Bauwesen und Raumordnung handelt es sich bei Bad Honnef um eine „Kleine Mittelstadt“. Bad Honnef ist dem Regierungsbezirk Köln zugeordnet.
Bekannt geworden ist die ehemalige Kurstadt aufgrund des ganzjährig milden Klimas, weshalb sie auch gelegentlich den Beinamen „Rheinisches Nizza“ trägt. Im Stadtteil Rhöndorf wohnte Konrad Adenauer, der erste Bundeskanzler der Bundesrepublik Deutschland, bis zu seinem Tod im Jahr 1967. Die Stadt ist Sitz einiger bundesweiter Organisationen und Interessenverbände.

## Geografie

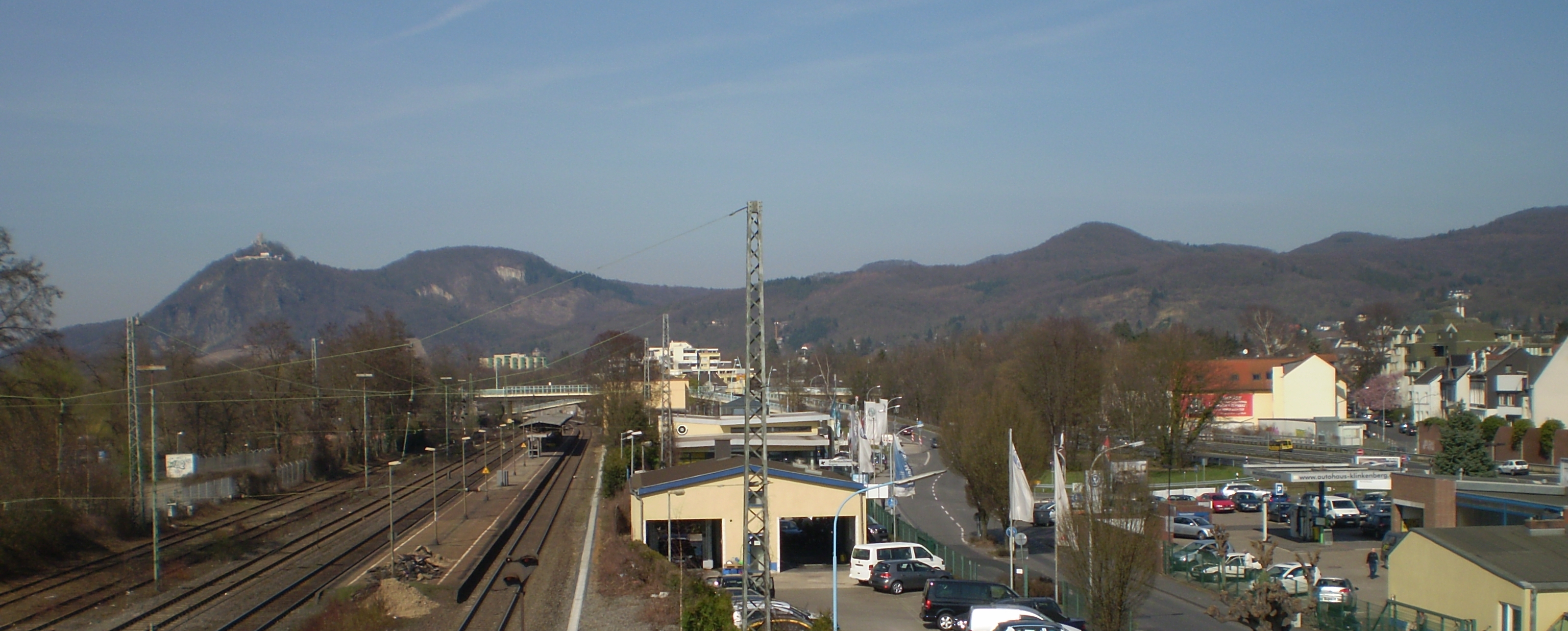
Blick über den Bahnhof auf Bad Honnef

Bad Honnef liegt am östlichen, orographisch rechten Rheinufer zwischen Königswinter und Rheinbreitbach am Fuße des Siebengebirges, das den nördlichen Abschluss des Rheinischen Schiefergebirges und somit den Beginn des Übergangs vom Mittelrhein in den Niederrhein markiert. Der westliche Rand des 48,3 Quadratkilometer großen Stadtgebietes lässt sich naturräumlich der Honnefer Talweitung zuordnen, deren nördliche Begrenzung der Drachenfels beim Stadtteil Rhöndorf bildet. Sie kennzeichnet sich linksrheinisch durch ein über 100 Meter hohes Steilufer, dem rechtsrheinisch ein wesentlich breiterer, halbmondartig aufgeweiteter Talbereich gegenüberliegt und nimmt die beiden Inseln Grafenwerth und Nonnenwerth auf. Der mittlere Teil des Stadtgebietes wird vom Siebengebirge sowie dem Rheinwesterwälder Vulkanrücken eingenommen und das östliche Drittel mit dem Stadtbezirk Aegidienberg liegt auf der Asbacher Hochfläche, gehört damit zu den nordwestlichen Ausläufern des Westerwalds.
Das Stadtgebiet umfasst den südlicheren Teil des Naturschutzgebiets und Naturparks Siebengebirge, der zum Honnefer Stadtwald gehört. Dort liegen neben dem mit seinem Gipfel bereits zu Königswinter gehörenden Drachenfels unter anderem die Berge Löwenburg, Himmerich, Großer Breiberg, Leyberg und Ölender. Unmittelbar oberhalb des Bad Honnefer Zentrums befinden sich die Reichenberger Höhe (194 m ü. NHN) sowie die Augusthöhe (206 m ü. NHN). Die am und südlich des Schmelztals gelegenen Berge des Stadtgebiets zählen zum Rheinwesterwälder Vulkanrücken, großräumiger zum Niederwesterwald. Die höchste Erhebung im Stadtgebiet ist mit 455 m ü. NHN die Löwenburg, der tiefste Punkt befindet sich mit 53 Metern am Rheinufer bei Rhöndorf. Die Stadtmitte liegt bereits 20 Meter über der Höhe am Rheinufer. Ins Siebengebirge oder den Niederwesterwald hinauf führen – von Nord nach Süd – das Rhöndorfer Tal, das Annatal (mit dem Möschbach), das Tretschbachtal, das Schmelztal sowie das Mucher Wiesental. Der im Schmelztal verlaufende und in den Rhein mündende Ohbach weist von den Bächen des Stadtgebiets die höchste Abflussmenge auf. Die südliche Stadtgrenze wird auf weiten Teilen vom Grenzbach Honnefer Graben gebildet.
Die ehemalige Kurstadt bildet den südöstlichen Abschluss des Verdichtungsraums Bonn und ist zehn Kilometer vom Bundesviertel entfernt, das durch die dort ansässigen Bundesministerien, -behörden, internationalen Organisationen wie den Vereinten Nationen und mehreren „Global Playern“ einen Arbeitsplatzschwerpunkt mit nationaler und internationaler Ausstrahlung darstellt.

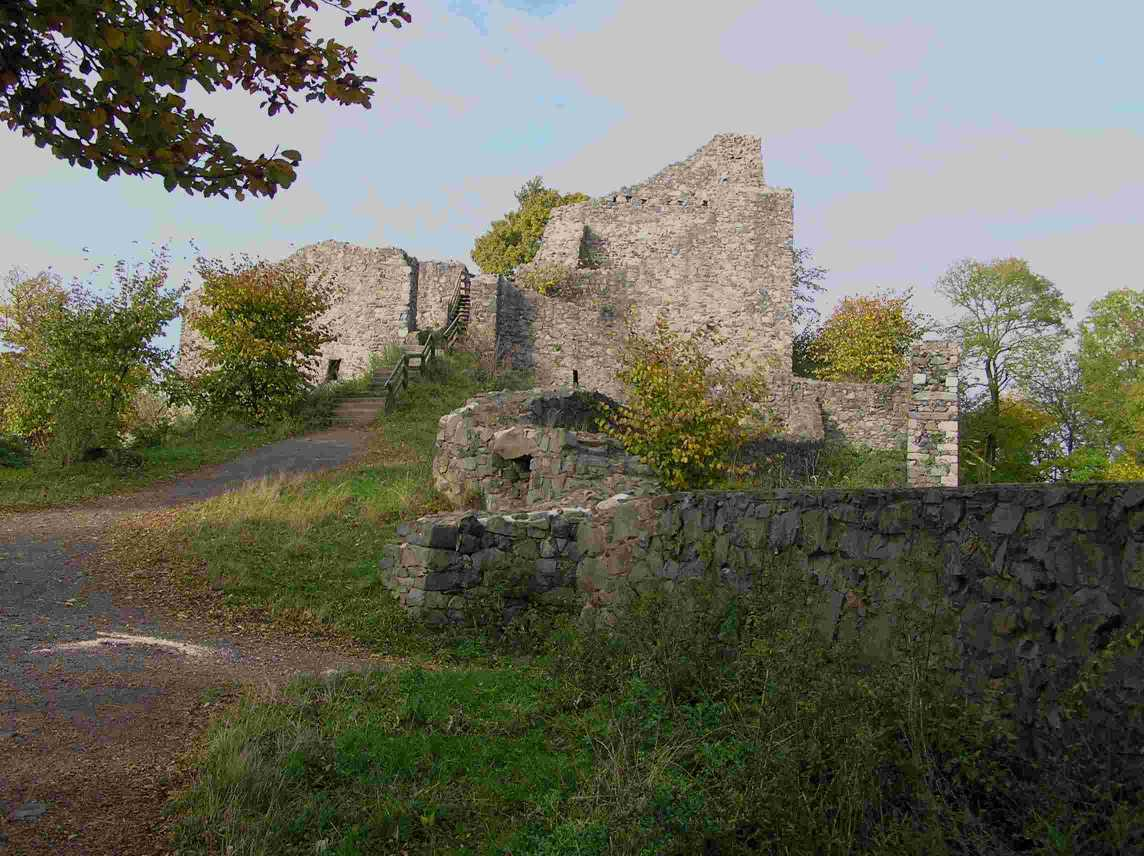
Die Ruine der Löwenburg ist mit der höchste Bodenpunkt im Stadtgebiet

### Stadtgliederung
Bad Honnef wird gewöhnlich in den Stadtbezirk Aegidienberg und in die Stadtteile Stadtmitte, Selhof und Rhöndorf unterteilt. Diese Aufteilung dient als Hilfsmittel z. B. für Schul- und Wahlbezirke und das Ortsstraßenverzeichnis.
Das berglagige Aegidienberg als ehemalige Gemeinde, vom Rest der Stadt durch das Siebengebirge abgetrennt, ist ein eigener Stadtbezirk mit einem eigenen Bürgerbüro. Für diesen Stadtbezirk existiert ein Bezirksausschuss, der aus 15 Mitgliedern besteht. Ihm gehören höchstens zwölf sachkundige Bürger an. Weitere Stadtbezirke und sonstige administrative Untergliederungen der Stadt bestehen nicht. Das Stadtgebiet umfasst zwei Gemarkungen in den Grenzen der bis zur kommunalen Neugliederung 1969 bestehenden Gemeinden: Honnef und Aegidienberg.

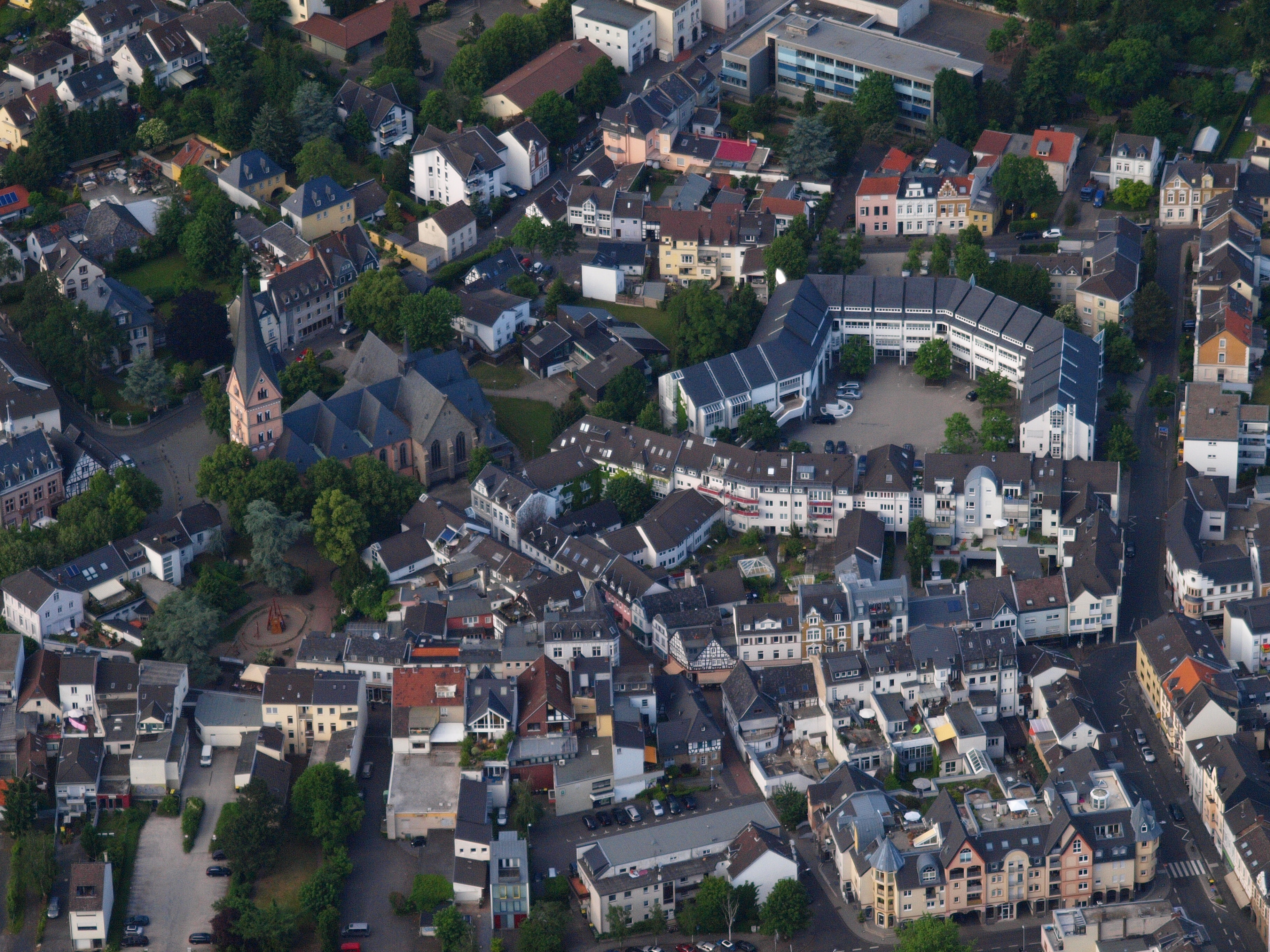
Stadtzentrum von Bad Honnef mit Kirche und neuem Rathaus

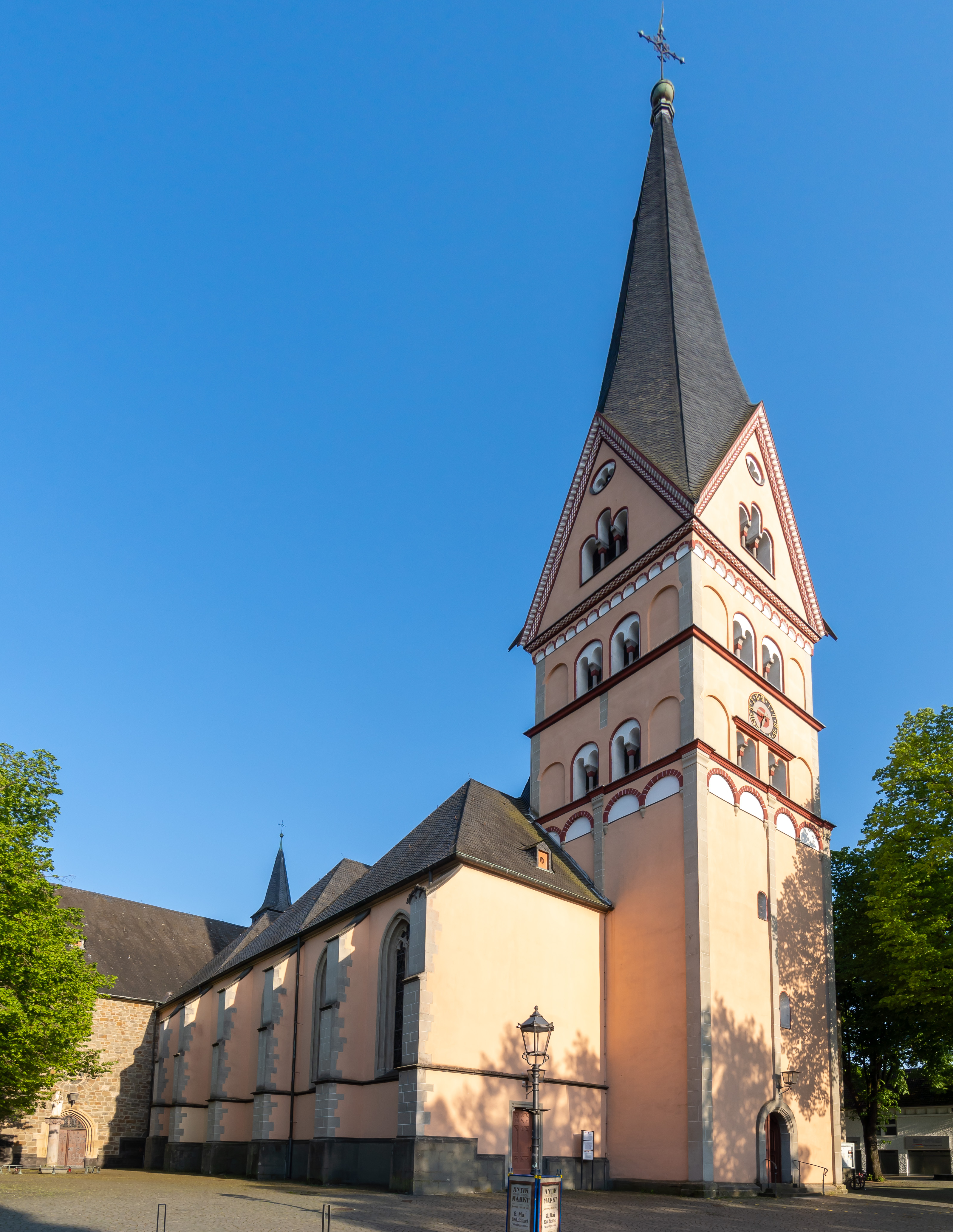
Pfarrkirche St. Johann Baptist

#### Stadtmitte
Stadtmitte ist der größte Stadtteil Bad Honnefs und das Zentrum der Stadt mit der Fußgängerzone und dem Hauptgeschäftsbereich. Sie hat sich aus den ehemaligen Honschaften Mülheim, Beuel, Bondorf, Rommersdorf und Reitersdorf sowie dem erst später besiedelten Lohfeld gebildet. In der Honschaft Mülheim lag das Zentrum der Stadt an Markt und Pfarrkirche. Mülheim bezeichnet eigentlich eine am Rhein gelegene Schiffersiedlung, der Name wurde jedoch vom 16. bis zum 19. Jahrhundert auch auf das Stadtzentrum übertragen.
Reitersdorf wurde als „Retersdorpht“ 893 im Prümer Urbar erwähnt nach der erstmaligen Erwähnung einer „villa rateresthorp“ 866. Grabungen haben 1981 die Grundmauern einer befestigten Anlage freigelegt, die auch schon 1870 entdeckt worden war, aber wieder zugeschüttet wurde. Diese Burg wurde um 1270 erbaut. 1288 wurde „Castrum Reyterstorp“ Lehen des Grafen von Jülich und anschließend erweitert. Vor 1317 wurden die Burg und die Ortschaft zerstört und 1517 letztmals als „Rettersdorf“ in einem Schatzbuch der Jesuiten von Köln erwähnt. Die Burgruine ist heute das Zentrum eines weitläufigen Parks, an dessen südlichem Rand sich ein Pflegeheim befindet.
In dem am Rhein gelegenen Lohfeld befindet sich ein größeres Industriegebiet, außerdem im Westen die Insel Grafenwerth. Bondorf, Rommersdorf und Beuel stellen den höchstgelegenen Teil der Bebauung in der Tallage dar und liegen am Hang. Insbesondere Rommersdorf ist ein beliebter Wohnort.
An der Hauptstraße befinden sich mehrere historische Gebäude, so der renovierte Kursaal und das Gebäude der Elly Hölterhoff-Böcking Stiftung und der Deutschen Physikalischen Gesellschaft.

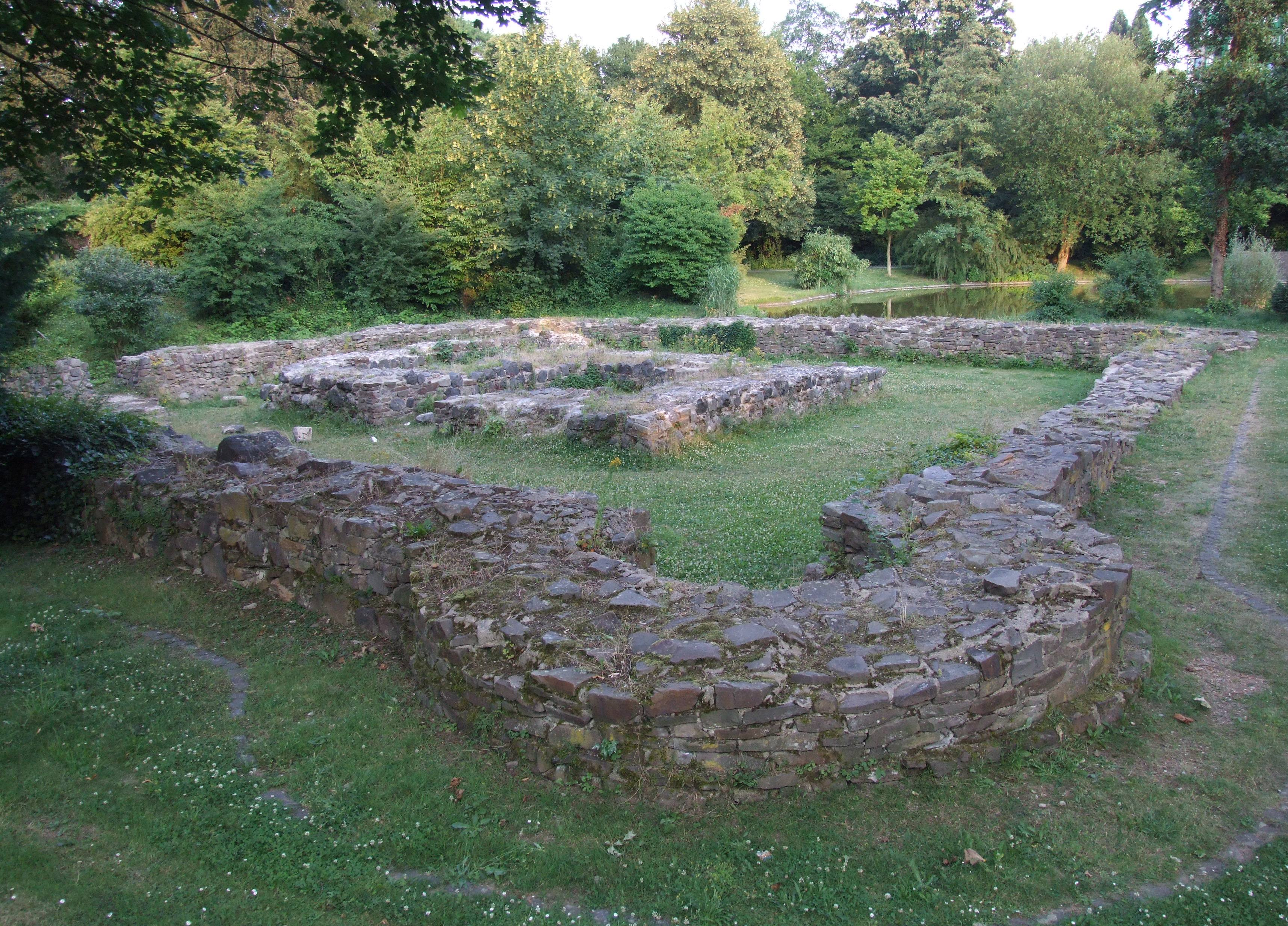
Reste der Burg Reitersdorf

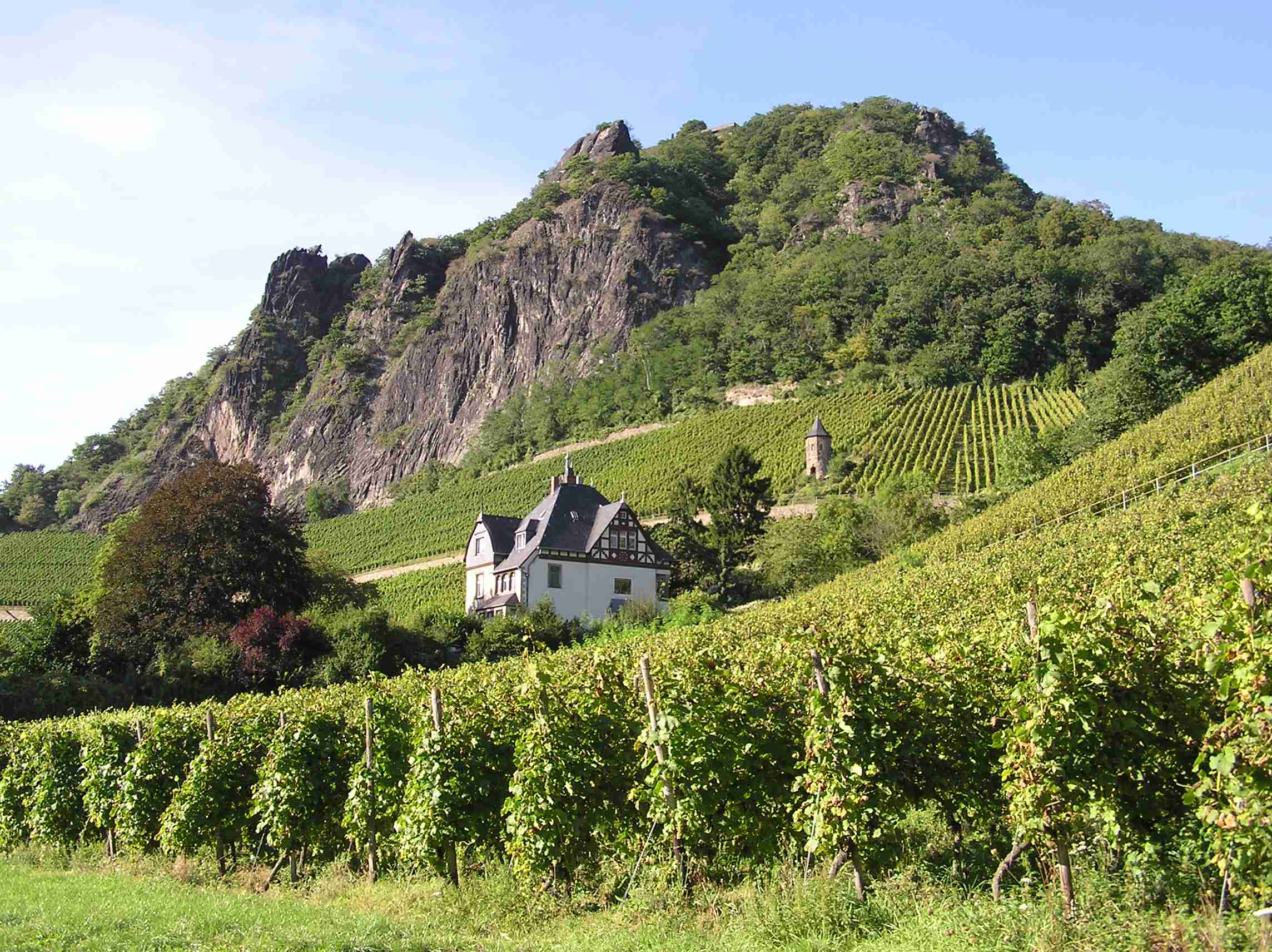
Weinberge in Rhöndorf am Hang des Drachenfelses

#### Rhöndorf
Rhöndorf liegt im Norden an der Grenze zu Königswinter und ist mit der Stadtmitte zusammengewachsen. Da es der Wohnort des ersten Bundeskanzlers Konrad Adenauer war, ist es wohl der bekannteste Stadtteil. Im Norden befinden sich ausgedehnte Weinberge am Hang des Drachenfels, die den Ort neben der Ausstellung in der Stiftung Bundeskanzler-Adenauer-Haus zu einem beliebten Touristenziel machen. Die Ortsmitte Rhöndorfs ist der Ziepchensplatz, um den herum sich im Ortskern zahlreiche Fachwerkhäuser und ein Lehrweinberg mit mittelrheintypischen Reben des Bürger- und Ortsvereins Rhöndorf befinden.

#### Selhof
Selhof liegt im Süden der Tallage Bad Honnefs und grenzt an Rheinbreitbach. Erstmals urkundlich erwähnt wurde der Stadtteil 1068 als Selehova. Er erstreckt sich in West-Ost-Richtung von der Bundesstraße 42 bis zu den Bergen Zickelburg und Menzenberg sowie in Nord-Süd-Richtung von der Landesstraße 144 bis zum Honnefer Graben und dem Grenzwald zu Rheinbreitbach.
In Selhof befindet sich auch das Schloss Hagerhof.

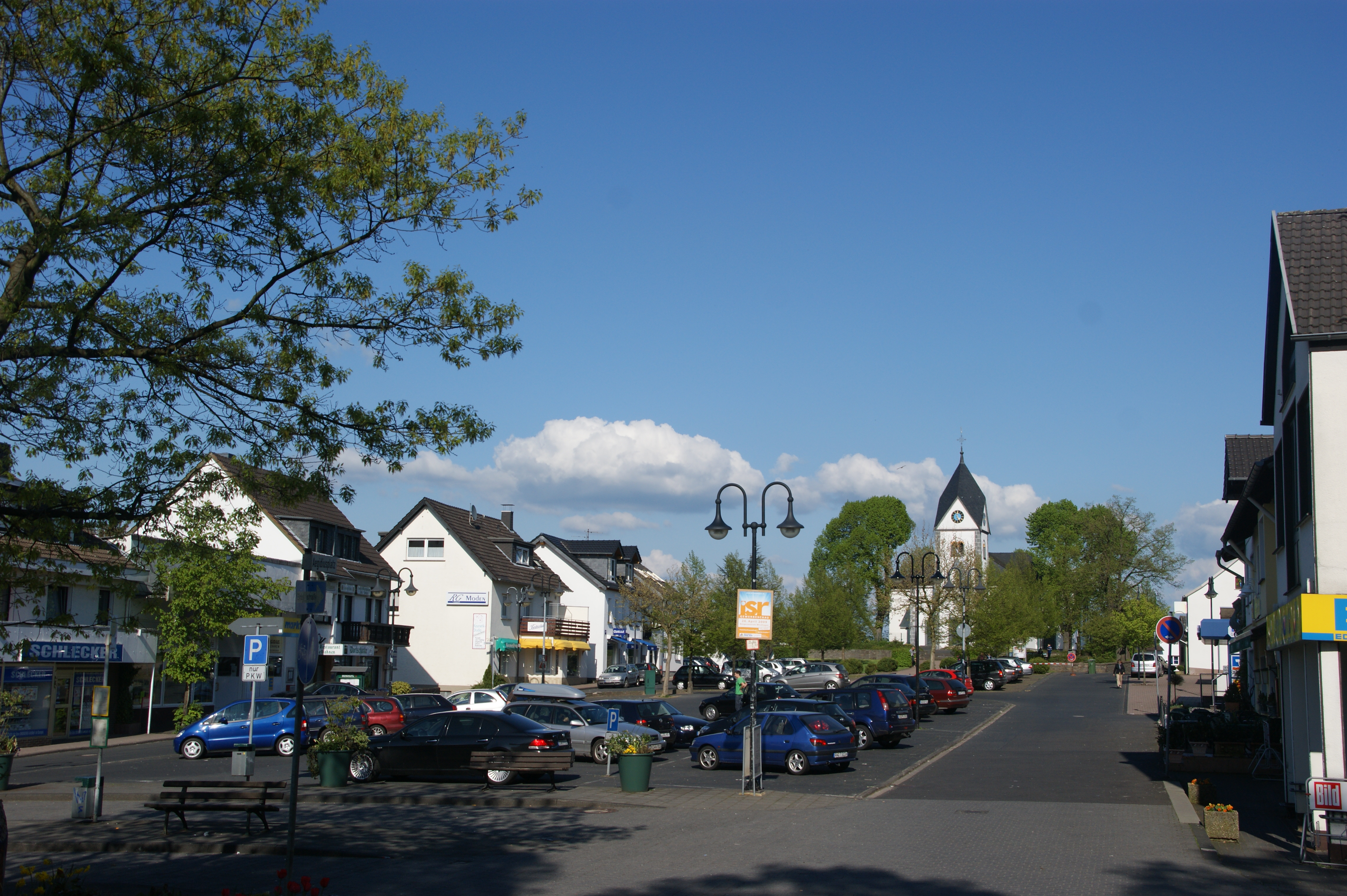
Aegidiusplatz, Marktplatz in Aegidienberg

#### Aegidienberg
Der Stadtbezirk Aegidienberg ist der ehemalige Wohnort von Carlo Schmid und Heinz Günther Konsalik. Er besteht aus den Ortsteilen Aegidienberg (Kirchdorf), Brüngsberg, Efferoth, Himberg, Höhe, Hövel, Neichen, Orscheid, Retscheid, Rottbitze, Siefenhoven, Wintersberg und Wülscheid, die sich auf verschiedene Anhöhen verteilen. Der Stadtbezirk befindet sich östlich des zum Siebengebirge gehörenden Honnefer Stadtwaldes und wird von der Bundesautobahn 3 und der Ende 2002 eröffneten Trasse der ICE-Neubaustrecke Köln–Frankfurt durchschnitten. Im Gegensatz zur Tallage bestehen hier noch großflächige Waldbereiche. Im Norden grenzt Aegidienberg an das zu Königswinter gehörende Eudenbach, in dem sich das Segelfluggelände Eudenbach befindet, im Osten und Süden an mehrere zu Windhagen gehörende Ortsteile.

### Nachbarstädte und -gemeinden
Folgende Städte und Gemeinden grenzen an die Stadt Bad Honnef. Sie werden im Uhrzeigersinn, im Norden beginnend genannt:
Stadt Königswinter, Ortsgemeinde Windhagen (Verbandsgemeinde Asbach), Ortsgemeinde Rheinbreitbach (Verbandsgemeinde Unkel), Stadt Remagen (Oberwinter und Rolandswerth) und Bundesstadt Bonn (Stadtbezirk Bad Godesberg). Damit grenzt Bad Honnef an drei Gemeinden der rheinland-pfälzischen Landkreise Neuwied und Ahrweiler.

### Klima
Das Klima des Talbereichs wird hauptsächlich von der Lage am Südhang des Siebengebirges bestimmt, das ihn gegen die rauen Nord- und Ostwinde schützt. Warme, aus West und Süd kommende Luftströmungen sorgen ganzjährig für ein mildes Klima. Alexander von Humboldt nannte Bad Honnef aufgrund dieser günstigen klimatischen Gegebenheiten das „rheinische Nizza“. Diese Bedingungen waren die Voraussetzung für den guten Ruf Honnefs als Kurort insbesondere für Hals-, Brust- und Lungenleiden, den die Stadt lange Zeit genoss.
Im Bergbereich (Siebengebirge und Aegidienberg) sind die Temperaturen gewöhnlich etwa zwei Grad Celsius niedriger und der Wind ist stärker.

## Geschichte
Der nachstehende Text behandelt die Geschichte der Tallage Bad Honnefs, die Geschichte Aegidienbergs wird im Artikel Aegidienberg behandelt.

### Entstehung des Namens
Die angeblich erstmalige Nennung Honnefs zu Anfang des 8. Jahrhunderts als „Honffa“ ist historisch nicht haltbar, da die ihr zugrunde liegende Inschrift nach neueren Forschungen aus sehr viel späterer Zeit stammt. 922 wurde es in latinisierter Form als „Hunapha“, 1102 als „Hunephum“, 1173 als „Hunepha“ und 1283 als „Hunippe“ in verschiedenen lateinischen Urkunden erwähnt. In deutscher Form erschien 1120 der Name „Hunefeh“, 1173 und 1278 „Hunefe“, und 1395 wurde der Name „Hunff“ in einer Drachenfelser Ausgabenrechnung festgehalten. Im Nekrologium von Nonnenwerth wird die damalige Siedlung „Hunnffe“ und in der Chronik von Erkelenz „Honff“ genannt.
Entstanden ist der Name wahrscheinlich aus den Silben „hohn“ und „höhnchen“. Ersteres könnte von verschiedenen Ortsnamensendungen des Westerwaldes, die ähnlich hießen („han“, „hahn“, „hohn“, „hagen“) abgestammt sein, „Am höhnchen“ hieß ein Waldbezirk. Honnef war deshalb möglicherweise der Name für ein Walddorf. Früher nahm man unter anderem an, der Stadtname hätte seine Ursprünge im keltischen „on“ (hon = Fels) und der Name würde demnach „Gut vor dem Felsen“ bedeuten. Andere Versionen führen den Namen auf einen Bach zurück oder dem „Hofe des Hunno“, der im Mittelalter der damaligen Honschaft vorstand.
Die 1317 und 1393 urkundlich belegte Bezeichnung „Hunff“ wird auch als „tierreiches Wasser“ interpretiert, bezugnehmend auf die beiden sich bei Bad Honnef vereinigenden Rheinarme.

### Anfänge in der fränkischen Zeit
Seit der fränkischen Zeit ist die Besiedlung der Region um Bad Honnef nachweisbar. 1871 wurden auf dem Markt und neben der Kirche fränkische Gräber aufgedeckt, die außer den Urnen zahlreiche andere Grabbeilagen wie Bronzespangen, Tonperlen und eine eiserne Lanzenspitze enthielten. Die erste urkundliche Erwähnung erfolgte 922 als Hunapha. Das Land war in der zweiten Hälfte des 11. Jahrhunderts in der Hand der Pfalzgrafen aus dem Hause der Ezzonen, die um 1060 Besitz und Gerechtsame an die Kölner Kirche abtraten. Besonders der Weinanbau zog den Adel und kirchliche Institute an. Neben der Kölner Kirche hatten das Stift St. Cassius in Bonn (1148), ferner die Abtei Siegburg, das Stift Dietkirchen in Bonn sowie das Kloster Heisterbach und andere geistliche Institute Besitz in Honnef. Im Jahre 1108 ging die Herrschaft an die Grafen von Sayn über, die die Löwenburg errichteten. Die dortigen Ritter beherrschten das ganze 12. Jahrhundert das Gebiet „Herrschaft Lewenberg“, das neben Honnef auch Teile des nördlicheren Gebietes wie Nieder- und Oberdollendorf sowie Beuel und das Gebiet an der Sieg umfasste. Honnef war Sitz dieser Herrschaft und Hauptgericht.
Der „Besitz Lewenburg“ geriet 1252 in die Hände des Grafen Heinrich von Sponheim, der sich später Heinrich von Heinsberg nannte. Der Besitz wechselte 1344 zu den Grafen von Loen, die in Honnef auch eine Münzstätte betrieben. Sie mussten den Besitz durch Heirat einer Erbin mit dem Grafen Johann von Nassau-Saarbrücken 1448 an diese Familie abgeben. An der Ausübung der Gerichtsbarkeit in Honnef war seit 1345 auch das Erzbistum Köln bzw. das Domkapitel, das mit dem Bischofshof über wichtigen Grundbesitz verfügte, zu einem Drittel beteiligt. In dieser Zeit, zumindest zwischen 1381 und 1386, unterstanden Teile der Verwaltung des Kirchspiels Honnef dem kurkölnischen Amt Godesberg.

### Honnef unter dem Herzogtum Berg

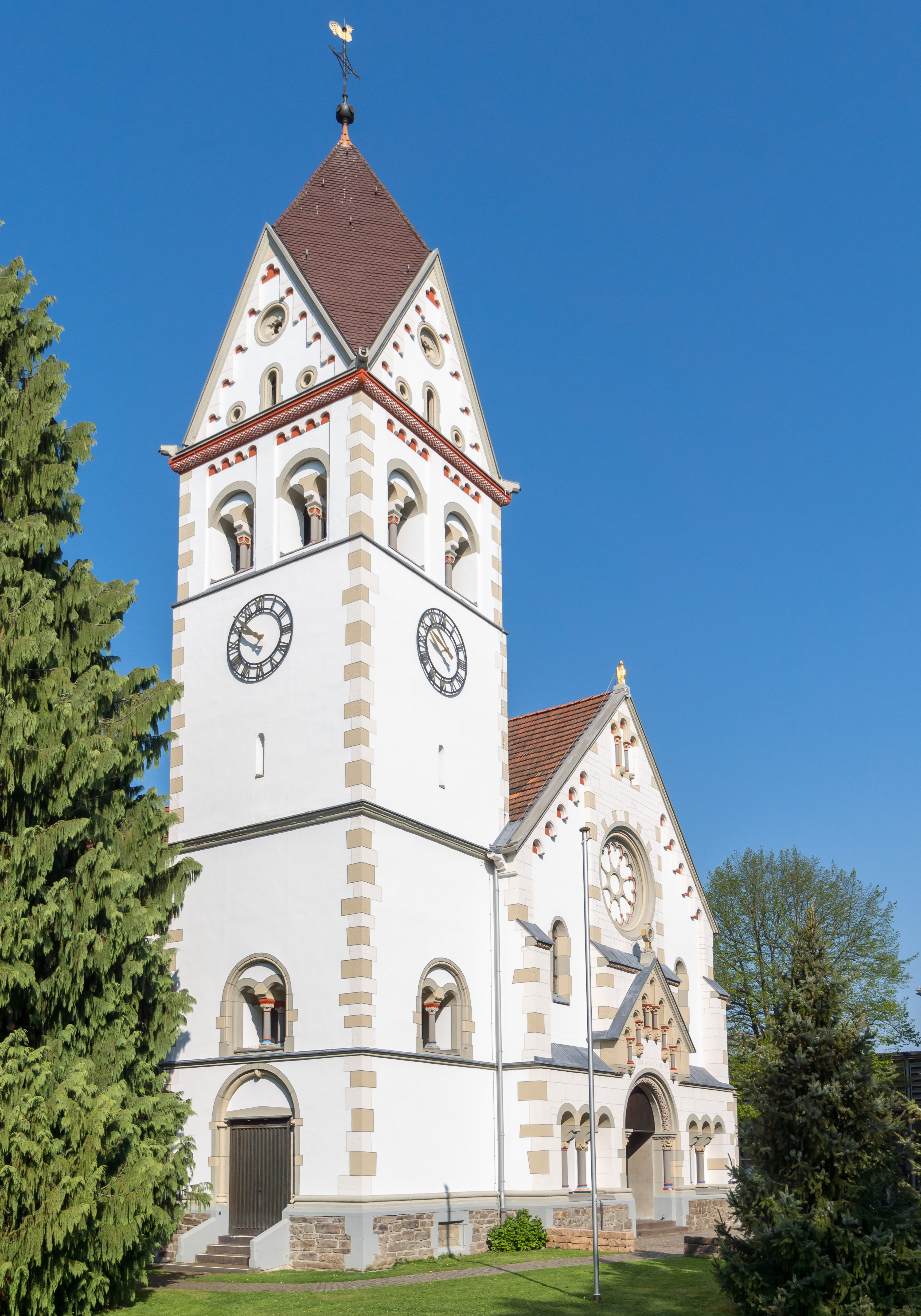
Evangelische Erlöserkirche (1900)

Die komplizierten und unklaren Besitzverhältnisse verursachten über Jahrhunderte verschiedene Fehden. Aus einer dieser Besitzstreitigkeiten ging Herzog Wilhelm von Jülich und Berg als Sieger hervor, an den das Gebiet am 14. März 1484 überging und so zum Amt Löwenburg innerhalb des Herzogtums Berg wurde. Honnef war Hauptgericht des Amtes und zeitweise Sitz des Amtmanns. Verschiedene Kirchen und geistige Institute, darunter das Kölner Jesuitenkolleg, hatten zu dieser Zeit Besitz in Honnef. Die Gemarkung Honnef bestand seit 1382, der Gerichtsbezirk seit 1412. Ein Schöffenkolleg am Honnefer Hochgericht ist 1376 genannt, ein erzbischöflicher Amtmann ebenfalls 1376. 1343 wird zum ersten Mal ein Pfarrer erwähnt.
Das Herzogtum Berg bestimmte die Geschichte Honnefs über Jahrhunderte. Unter dieser Herrschaft wurde es mehrere Male verwüstet. 1543 wurden zahlreiche Häuser bei einem Kampf zwischen Herzog Wilhelm IV. und Kaiser Karl V. zerstört. Von diesem Vorfall erholte sich Honnef schnell. 1520 hielt die Lehre Luthers Einzug, worauf es mehrere Jahrzehnte zu Streitigkeiten um die Besetzung von kirchlichen Ämtern kam. Im Truchsessischen Krieg wurde Honnef ein weiteres Mal verwüstet. In der darauffolgenden Zeit mussten die Honnefer den eingefallenen Soldaten Lebensmittel und Geld liefern. Spätestens ab 1555 bildete Honnef ein Kirchspiel, das sich in die Honschaften (heutige Schreibweise der Ortsnamen) Beuel, Bondorf, Mülheim, Rommersdorf, Rhöndorf und Selhof gliederte. Das Kirchspiel wurde von einem Rat von zwölf (ursprünglich sechs) Geschworenen verwaltet, in den jede Honschaft zwei Vertreter entsendete. Ein Geschworener aus jeder Honschaft war zugleich ihr Ortsvorsteher, der Bürgermeister von Honnef wurde jährlich aus und von diesem Kreis gewählt.
Honnef gehörte 1597 zu den Orten zwischen Küdinghoven und Hönningen, die sich in der „Linzer Eintracht“ zusammenschlossen und sich gegenseitige Hilfeleistung im Falle von kriegerischen Überfällen zusicherten. 1630 fielen die Schweden in das kölnische Gebiet ein, was Honnef aber gut überstand. Nach der Gegenreformation kam es ab etwa 1670 immer wieder zu religiösen Streitigkeiten. 1673 marschierten im Holländischen Krieg etwa 22.000 rheinaufwärts ziehende französische Truppen unter Führung von Marschall Turenne in Honnef ein; es soll auf das Verhandlungsgeschick des Ortspfarrers Franz Xaver Trips zurückzuführen sein, dass der Ort vor Raub und Brandstiftung geschützt wurde.:46:98 Der Friede von Nimwegen beendete 1678 diese Auseinandersetzungen und die Honnefer Bevölkerung erholte sich. Ein schwerer Schlag bedeutete die Einnahme Honnefs durch französische Truppen am 24. Mai 1689, die den Ort plünderten und niederbrannten. 1695 wurde Honnef unter der Führung von Engländern aber wieder besetzt. Durch diese Geschehnisse sank der Wohlstand der damaligen Gemeinde im 17. Jahrhundert ständig. Während des Dreißigjährigen Krieges starben zahlreiche Winzerfamilien aus oder zogen fort, außerdem wuchs die Steuerlast beständig an.
1792 wurden in der 2.940 Hektar großen Gemarkung Honnef 999 Morgen als Ackerland, 783 Morgen als Rebland und 60 Morgen als Wiesen genutzt. In 333 Häusern lebten 2.333 Einwohner. Aus einer erstmals 1805 urkundlich nachweisbaren Hausnummerierung geht eine Anzahl von maximal 470–480 Häusern in Honnef hervor.
Im Zuge der Bildung des Rheinbundes ging das Herzogtum Berg 1806 im Großherzogtum Berg auf. Mit der Einführung neuer Verwaltungsstrukturen nach französischem Vorbild wurde das Amt Löwenburg ebenso wie das Kirchspiel Honnef und dessen Gliederung in Honschaften bis 1808 aufgehoben. Seit Frühjahr 1809 unterstand das vormalige Kirchspiel Honnef unter Verlust eines eigenen Rates und Bürgermeisters der Verwaltung der Mairie Königswinter, die zum Kanton Königswinter im Arrondissement Mülheim gehörte. Dieser Schritt wurde als Verlust der kommunalen Selbstständigkeit Honnefs betrachtet. Zum 1. Januar 1810 führte Napoleon auch im Großherzogtum Berg das französische Recht (Code civil) ein.
Am 28. Januar 1813 kam es zu einem Aufstand gegen die wachsenden Steuern, die Handelssperre und das Leiden wegen Napoleons Kriegen. In den Befreiungskriegen 1813 bis 1815 waren Honnefer als Angehörige des Landsturms vom Siebengebirge aktiv.

### 1815–1871: Vom Wiener Kongress bis zur Reichsgründung
Nach den Beschlüssen des Wiener Kongresses 1815 fielen die ehemaligen rheinischen Territorien, darunter auch das Großherzogtum Berg, an das Königreich Preußen. Nach der Einführung der preußischen Verwaltungsstrukturen 1816 blieb die Gemeinde Honnef Teil der Bürgermeisterei Königswinter (bis 1813 „Mairie Königswinter“), die dem Kreis Siegburg (ab 1925 „Siegkreis“) im Regierungsbezirk Köln zugeordnet wurde. 1816 war das Jahr ohne Sommer – die preußische Herrschaft begann in einem Jahr mit Missernten, Dürre und hohen Lebensmittelpreisen. 1822 wurden die rheinischen Gebiete zur Rheinprovinz zusammengefasst. Die wirtschaftliche Lage Honnefs stabilisierte sich 1823 wieder. Als 1824 die von der preußischen Regierung beabsichtigte Abschaffung des französischen Rechts auf starken Widerstand der Bevölkerung stieß, wurde das Vorhaben wieder aufgegeben.
Im 18. und 19. Jahrhundert wurde Bergbau (Blei-, Zinkerze) im Schmelztal betrieben, das nach den an die Gruben angeschlossenen Schmelzereien benannt ist. Zu diesem Abbaubereich gehörten die Grubenfelder (von West nach Ost) Alter Fritz, Johannesberg (im sogenannten Bergenstadter Gangzug), Glückliche Elise und Adler. Der Bau von Landstraßen in den Jahren 1850–1855, so eine Straße von Königswinter über Honnef nach Linz am Rhein (1851/52) und um 1855 eine von Honnef nach Asbach, förderte die Industrialisierung Honnefs. Ab 1855 wurde die rechtsrheinische Bahnstrecke gebaut, die entlang des Rheins verläuft. Ihre Inbetriebnahme im nördlichen Abschnitt Neuwied–Oberkassel 1870 begünstigte die weitere Entwicklung der Stadt.

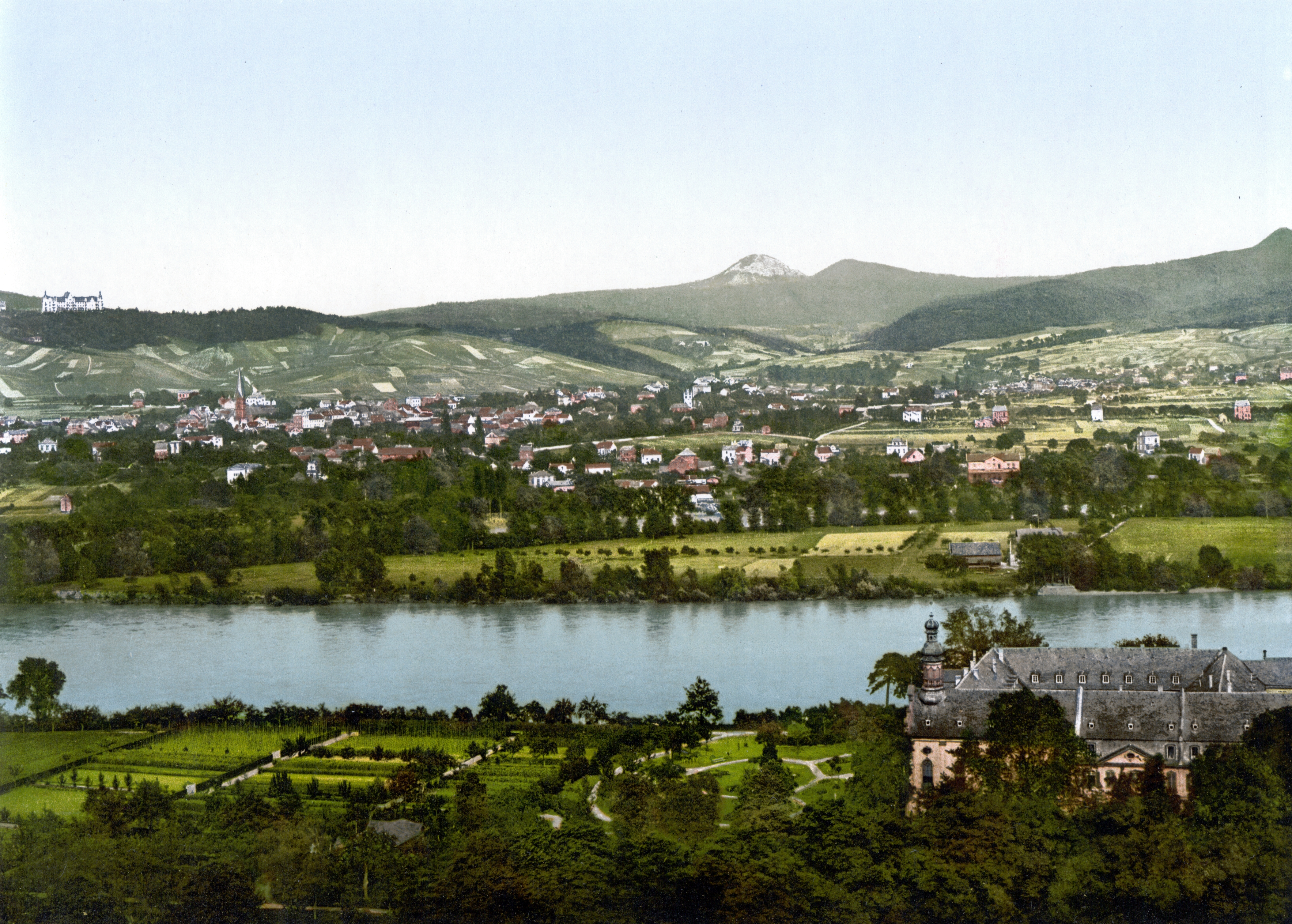
Honnef um 1900

1845/46 erhielt die Gemeinde Honnef mit Erlass einer neuen Gemeindeordnung für die Rheinprovinz einen eigenen Gemeinderat und Vorsteher, 1849 eine eigene Postexpedition (zuvor zum Zustellbereich von Königswinter gehörend). Nach jahrelangen Bemühungen – bereits zum Jahresbeginn 1852 hatte die Gemeinde ein eigenes Standesamt bekommen – gelang es den Honnefern 1862, durch königlichen Erlass vom 14. Juli:186 das Stadtrecht nach der Rheinischen Städteordnung zu erhalten. Damit schied die Gemeinde zum 1. Januar 1863:187 aus der Bürgermeisterei Königswinter aus und wurde als eigene Bürgermeisterei Honnef selbstständig. Auch das alte Wappen galt nun wieder. Die Ablehnung Preußens durch die Honnefer Bevölkerung legte sich und Honnef überstand die Kriege von 1864 (Deutsch-Dänischer Krieg), 1866 (Deutscher Krieg) und 1870/71 (Deutsch-Französischer Krieg) relativ unversehrt.

### 1871–1918: Honnef im Kaiserreich
In den Friedensjahren 1871 bis 1914 erlebte Honnef einen bis dahin nicht gekannten Aufschwung. In dieser Zeit – besonders seit Einsetzen eines Baubooms im Jahre 1898 mit 250 Neubauten bis 1905 – wuchsen die bisher getrennt voneinander gelegenen Ortschaften auch siedlungsgeographisch zu einer Stadt zusammen, entstanden im Zentrum zahlreiche bis heute stadtbildprägende Villen und Geschäftshäuser im Stil der Gründerzeit- bzw. Historismus-Architektur.

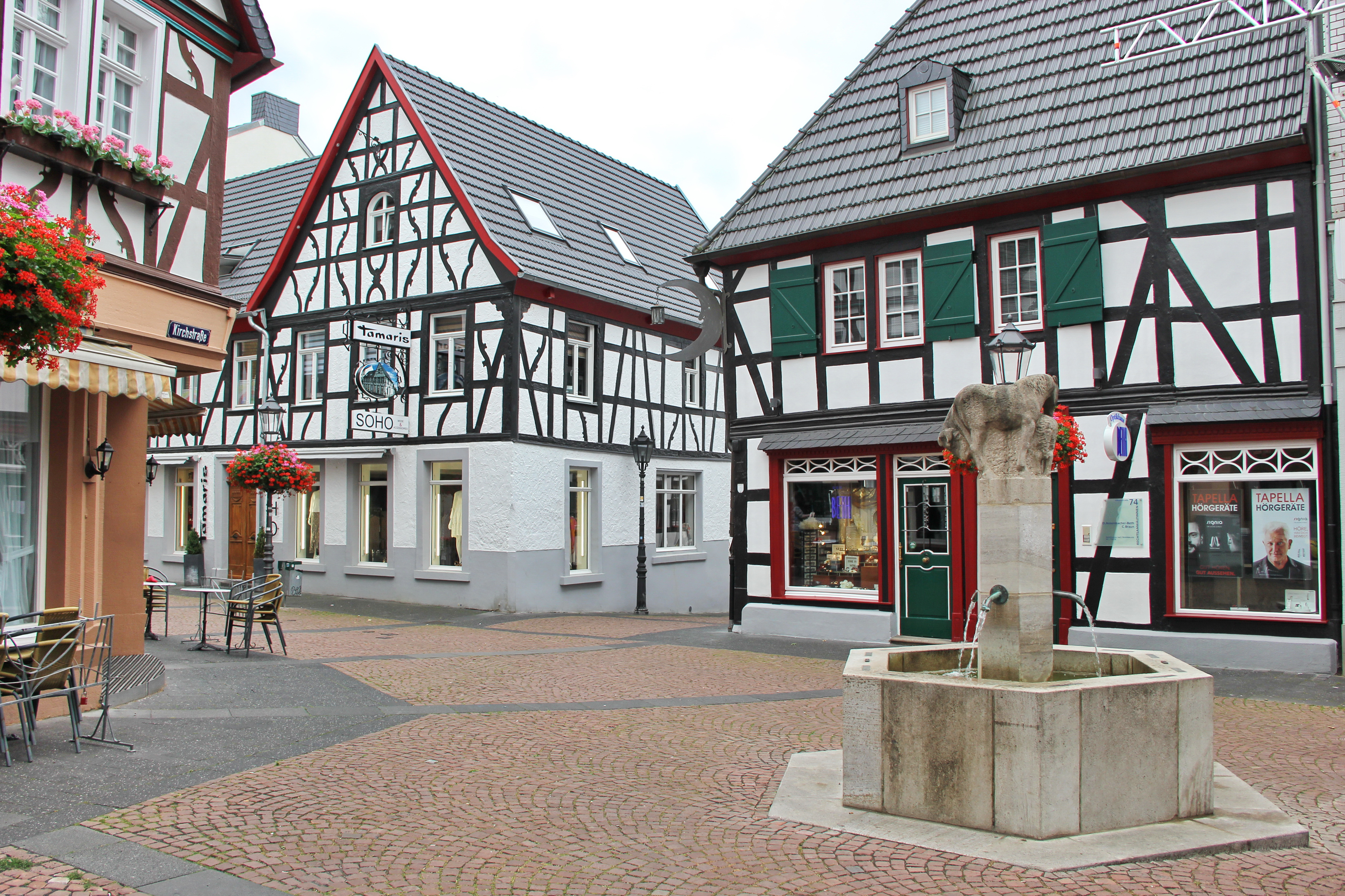
Der Tierbrunnen im Stadtzentrum von Bad Honnef

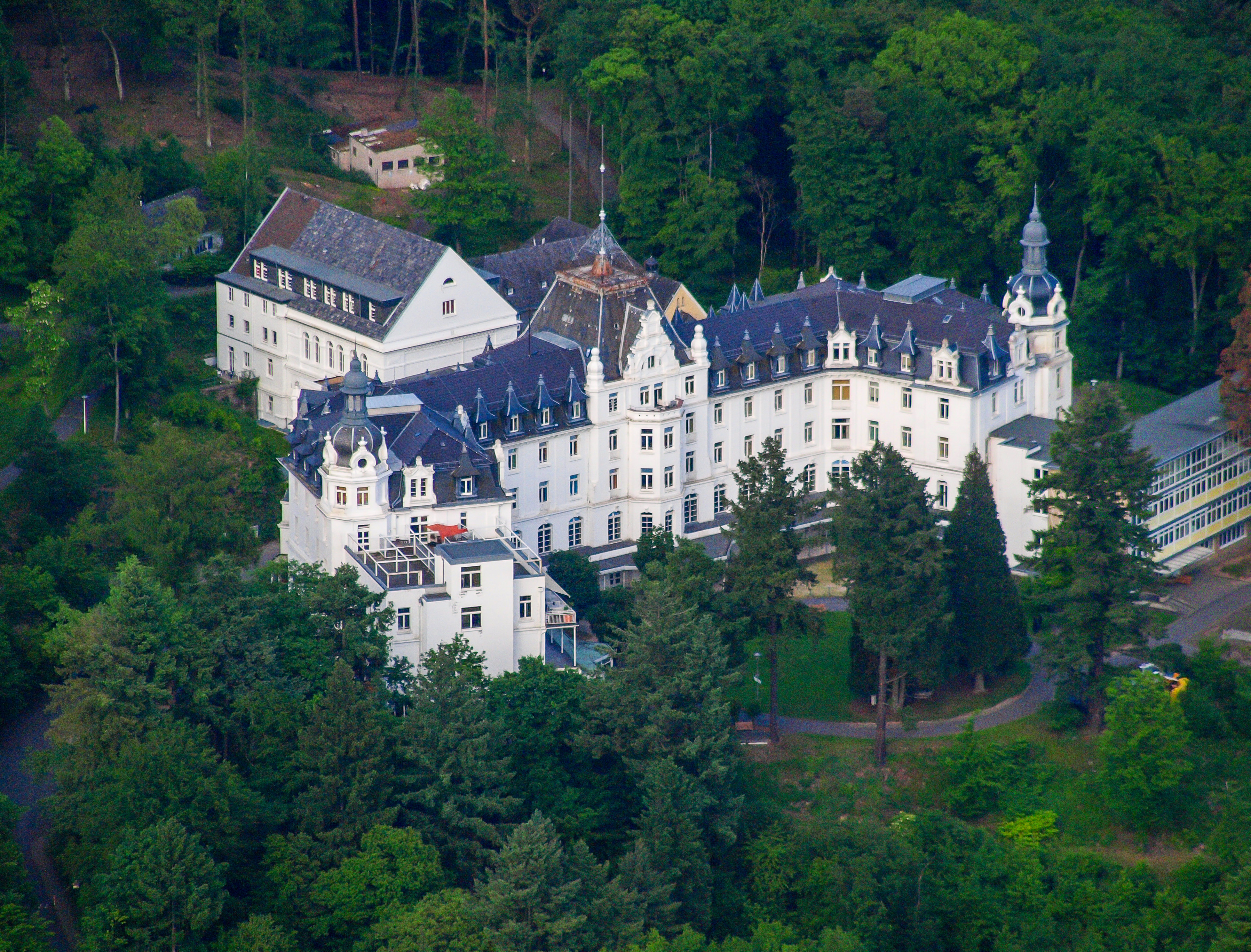
Hohenhonnef 2012

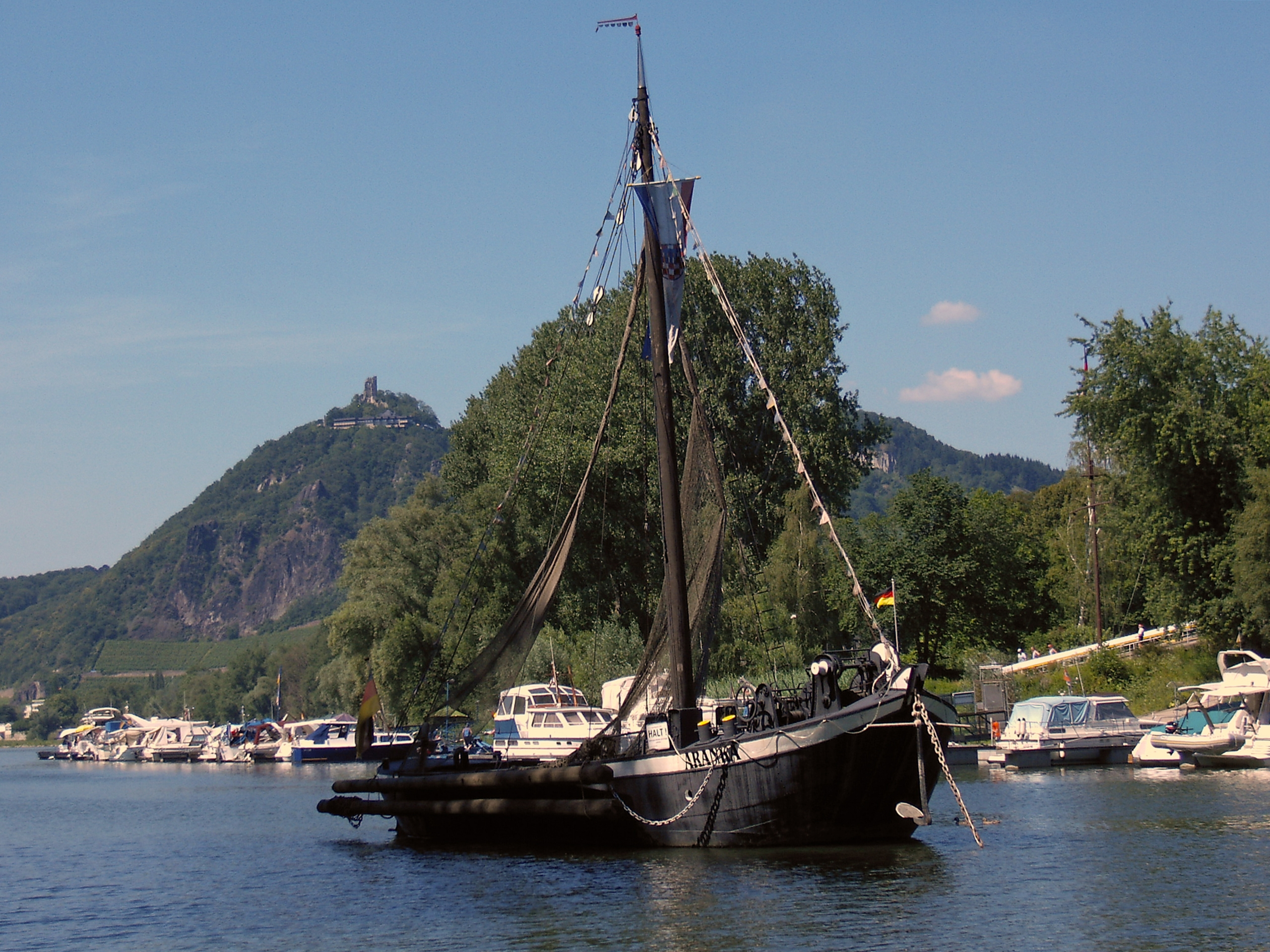
„Aalschokker Aranka“ mit Blick zum Drachenfels zwischen Festland und Insel Grafenwerth

1878 wurde eine neuerrichtete Mädchenschule in der Bergstraße eröffnet.:279 1891/92 entstand auf der Augusthöhe oberhalb der Stadt die schlossartige Lungenklinik Hohenhonnef, die zum Aufschwung der Stadt beitrug. In diesen Jahren richtete die schwedische Königin Sophie einen Sitz in Honnef (Villa Brinck-Neviandt) ein, den sie zwischen 1892 und 1906 mindestens zehnmal nutzte. 1894/95 ließ die Stadt ein eigenes Rathaus errichten. Am 9. Februar 1897 wurde auf dem Gelände der Villa Weckbecker (in den 1950er-Jahren abgebrochen) eine Mineralquelle („Drachenquelle“) erbohrt, im Jahr darauf ein Badehaus errichtet. 1901 kaufte die Stadtverwaltung die im Mittelpunkt der Stadt gelegene Villa Haarhaus und baute sie zum Kurhaus um. Die Quelle wurde 1902 von einer holländischen Gesellschaft gekauft. 1906 kam die Firma August Lepper, die sich später im Lohfeld niederließ, 1908 die Firma Penaten nach Honnef. Da schon mehrere Fabriken errichtet worden waren und um den Ruf Honnefs als Luftkurort nicht zu gefährden, verhinderte man ein weiteres Ansiedeln der Industrie. Im Gegenzug zur Ausweitung von Fremdenverkehr und Industrie nahm die wirtschaftliche Bedeutung des Weinbaus ab, für den bis Ende des 19. Jahrhunderts noch große Teile des Stadtgebiets genutzt wurden.
Der dritte Bürgermeister nach der Loslösung von Königswinter, Theodor Waechter, vollendete den Bau eines Wasserwerks. Unter seiner Amtszeit wurde auch ein neues Gaswerk errichtet, die Straßen und Wege ausgebaut und verschönert. Auch die Einweihung einer neuen evangelischen Kirche am 2. Dezember 1900 und die Erarbeitung eines städtischen Bebauungsplans durch den Aachener Hochschullehrer Karl Henrici fallen in seine Amtszeit. 1902 wurde an der Bismarckstraße die erste evangelische Volksschule errichtet, von November 1913 bis Januar 1915:280 entstand die katholische Volksschule an der Bergstraße.:119 Waechters Nachfolger P. J. Brenig (Amtszeit 1908–1919) bemühte sich weiter um die Förderung des Fremdenverkehrs, indem er auf der Insel Grafenwerth eine Anlegebrücke für Dampfschiffe sowie eine Brücke zur Insel bauen ließ. 1913 besuchten schon 4.830 Kurgäste die Stadt, die als „deutsches Nizza“ (Alexander von Humboldt) überregional bekannt geworden war. Mehrere große Landhäuser wurden errichtet, in denen viele Rentner und Kaufleute aus den näheren Großstädten verweilten.

### 1918–1933: Weimarer Republik
Den Ersten Weltkrieg überstand die Stadt relativ gut, auch wenn zwischenzeitlich Zwangsverwaltung der Lebensmittel eingeführt wurde. Nach dem Krieg litt die Stadt unter einer hohen Arbeitslosigkeit, die wirtschaftliche Lage verschlechterte sich zunächst immer weiter. Nach Inkrafttreten des Versailler Vertrags 1920 gehörte Honnef zunächst zum unbesetzten Gebiet im Rheinland, bis es infolge des Ruhrkampfs am 1. März 1923 als Teil des sogenannten „Einbruchsgebiets“ im südlichen Siegkreis und nördlichen Kreis Neuwied von französischen Truppen besetzt wurde. Der Bürgermeister von Honnef, Albert Berns, wurde am 6. April verhaftet und in Bonn inhaftiert. Nach der Londoner Konferenz kam es am 17. November 1924 zur Räumung des Einbruchsgebiets durch die Besatzung und zur Wiedereinsetzung des Bürgermeisters Berns.
1921 wurde die Insel Grafenwerth vom Staat angekauft, am 27. September 1925 die Siebengebirgsbahn von ihrem bisherigen Endhaltepunkt in Königswinter bis Honnef verlängert. Das kulturelle Geschehen wurde wieder belebt, der Kursaal wieder zum Schwerpunkt gesellschaftlicher Veranstaltungen. 1925 gründete sich eine „literarische-musikalische Gesellschaft“. In einem neuen Heimatmuseum wurden geschichtlich wertvolle Erinnerungsstücke zusammengetragen. Die Krisenjahre der Weimarer Republik spiegelten sich auch in Honnef wider: 1923 besetzten Separatisten, die die Gründung einer „Rheinischen Republik“ beabsichtigten, von Koblenz kommend die Stadt und verwüsteten u. a. den Kursaal. Die einheimische Bevölkerung der benachbarten unbesetzten Orte organisierte einen bewaffneten Selbstschutz. Bei Aegidienberg kam es im November 1923 zu Zusammenstößen der Einheiten, die als „Schlacht“ bezeichnet und als Separatistenabwehr glorifiziert wurden.
Da in Honnef eine starke kommunistische Ortsgruppe existierte, aus der der Reichstagsabgeordnete Wilhelm Pinnecke als führende Persönlichkeit herausragte, verschärfte sich in der Endphase der Weimarer Republik die Konfrontation mit der ebenfalls erstarkenden nationalsozialistischen Ortsgruppe.

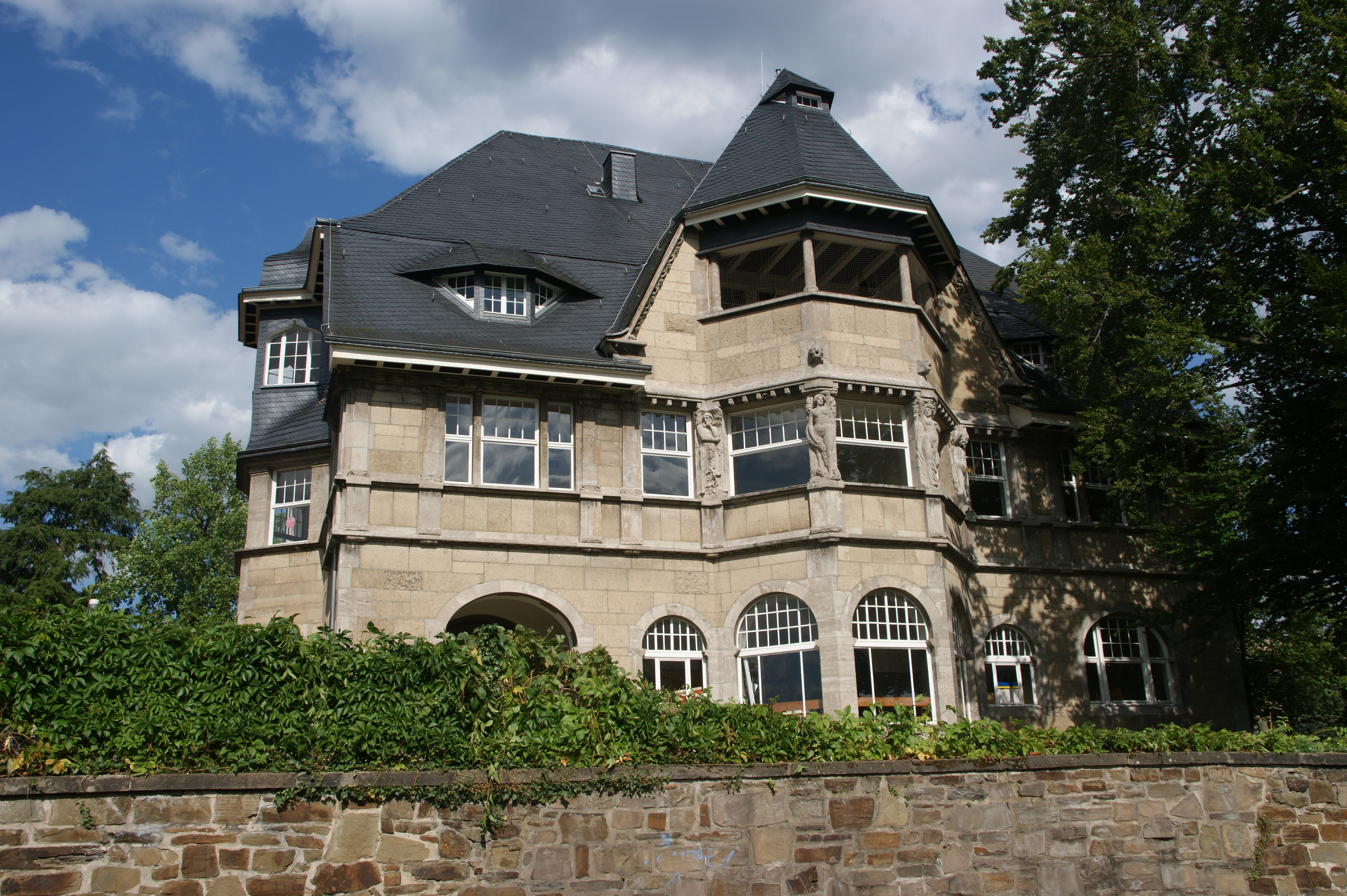
Feuerschlößchen

### 1933–1945: Nationalsozialismus und Zweiter Weltkrieg
In 1933 hat die Stadt die Ehrenbürgerwürde an Adolf Hitler verliehen.
In dieser Zeit entwickelte der neue Bürgermeister eine Reihe von Ideen, um die Stadt aus der wirtschaftlichen Misere zu führen. Auf seinen Vorschlag hin wurde die Gauführerschule des Gaues Köln-Aachen 1934 von Wahn nach Honnef in das leerstehende so genannte „Feuerschlößchen“ in Bondorf verlegt. Seine Pläne für ein Separatistenabwehrdenkmal auf dem Himmerich und einen Thingplatz an der Löwenburg verliefen nach anfänglichen Aktivitäten im Sande. Die Bohrung einer zweiten Mineralquelle auf der Insel Grafenwerth 1938 und der Bau eines Freibades dort brachten einen Aufschwung für den Kurort.
Bei den Judenpogromen am 9. November 1938 wurde die Honnefer Synagoge niedergebrannt. Sie lag an der Linzer Straße in der Nähe des Ohbachs und war vormals eine evangelische Kirche. Viele jüdische Einwohner (siehe Jüdische Gemeinde Honnef) emigrierten. Nach 1939 in Honnef lebenden Juden mussten ihre Wohnungen aufgeben; sie wurden in zwei Häuser in Honnef gepfercht. Von hier aus wurden sie in ein Lager in Much deportiert und im Juli 1941 in den Osten zu ihrer Ermordung transportiert.
Im Zweiten Weltkrieg fielen etwa 250 Honnefer als Soldaten; es gab drei zivile Tote.:590 Während des Krieges blieb Honnef von Luftangriffen im alliierten Luftkrieg weitgehend verschont. Zu den wenigen Zerstörungen gehörte die der Penaten-Fabrik. Aus diesem Grund verlegten auswärtige Behörden ihren Sitz in die Stadt, unter anderem Teile des Oberpräsidiums der Rheinprovinz aus Koblenz, die NSKOV an die Linzer Straße 108:602, das in Köln am 29. Juni 1943 zerbombte Erzbischöfliche Generalvikariat mit der Diözesanverwaltung und dem Offizialamt in das St. Antonius-Heim:601 f. und der Gauschulungsleiter in die Gauschulungsburg im Feuerschlößchen:603.
Zahlreiche Kriegsgefangene und Zwangsarbeiter, vor allem Frauen aus der Sowjetunion, mussten in Honnef Arbeit leisten.
Ab Juli 1941 wurden in Honnef mehrfach Fliegergeschädigte aus Köln und anderen Großstädten untergebracht, zunächst etwa 150 vorwiegend in geschlossenen Hotels und Fremdenheimen und im April 1943 erneut rund 120 Personen.:600 Ein Luftangriff auf Honnef mit Bombenabwürfen auf die Lohfelder Straße erfolgte im November 1944.:605 Nach dem Übergang amerikanischer Truppen über die Remagener Ludendorff-Brücke kam es zwischen dem 9. und 10. März 1945 zu Kämpfen um Honnef, da hier ein deutscher Panzervorstoß gegen den Brückenkopf geführt wurde. Am Abend des 10. hatte das 331. US-Infanterieregiment der 78. US-Infanteriedivision Honnef besetzt.:614 Am 13. März erreichten die amerikanischen Kampftruppen Hohenhonnef und die Rheinhöhen bei Rhöndorf, am Tag darauf folgte die Besetzung von Rhöndorf und der Löwenburg.:615 Der Beschuss durch die deutsche Artillerie dauerte in Honnef noch bis zum 22. März an.:617

### Nach dem Zweiten Weltkrieg

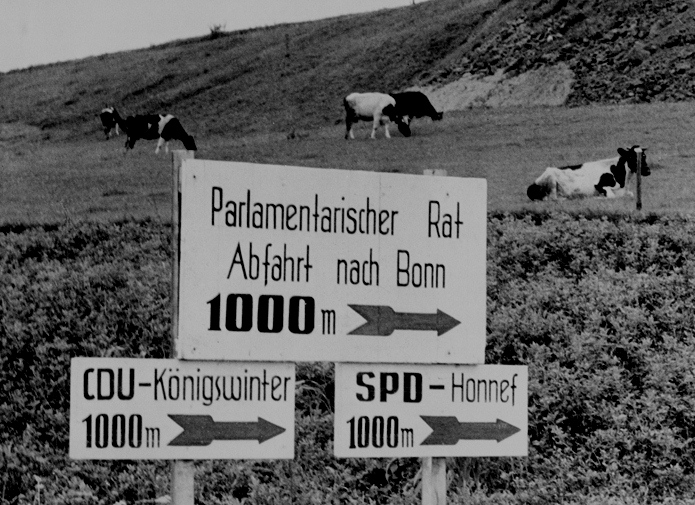
Die SPD-Fraktion des Parlamentarischen Rates kam 1948/49 in Honnef unter

Nach der Entscheidung von Parlamentarischem Rat und Bundestag für Bonn als vorläufigen Regierungssitz der Bundesrepublik Deutschland wurde Honnef Teil der neuen „Hauptstadtregion“. Die Stadt gehörte von 1949 bis 1955 zur Enklave Bonn, ein der Alliierten Hohen Kommission unterstehendes Sondergebiet um den Regierungssitz. Für die Mitglieder der britischen Hochkommission entstanden in Honnef und Rhöndorf 14 Einzelhäuser (jeweils 160 m²) mit großen Grundstücksflächen.:121 Auch die SPD-Fraktion im Parlamentarischen Rat kam 1948/49 in Honnef unter. 1935 war der spätere Bundeskanzler Konrad Adenauer nach Rhöndorf gezogen. 1949 fand in seinem Wohnhaus die sogenannte „Rhöndorfer Konferenz“ statt, in der die Grundlagen für die politische Struktur nach der ersten Bundestagswahl geschaffen wurden. Nachdem Adenauer 1967 in seinem Wohnhaus verstorben war, wurden 1970 die ersten Führungen durch das Haus angeboten. 1975 wurde in einem Neubau unterhalb des Hauses eine Ausstellung über sein Leben eröffnet. 1997 wurde das Ausstellungsgebäude neu gestaltet. Es zieht nach wie vor zahlreiche Touristen nach Bad Honnef.
1953 entstand an der Bergstraße die erste städtische Turnhalle.:121 Von 1955 bis 1958 wurde die Bundesstraße 42 neben der rechtsrheinischen Bahnstrecke neugebaut, was den Neubau von drei Fußgängerbrücken über die Bundesstraße und die Bahntrasse erforderlich machte, um den Rheinuferbereich mit den Straßenbahnhaltestellen (heute Stadtbahn) nicht vom Rest der Stadt abzutrennen. Dem Neubau der Bundesstraße musste auch der Rhöndorfer Bahnhof weichen, welcher unterhalb der Straßenbrücke neu erbaut wurde. Ebenfalls im zeitlichen Zusammenhang mit dem Straßenbau wurde der Bahnhof Honnef (Rhein) 1957 umfassend verändert, wobei das Gebäude seinen klassizistischen Stil verlor sowie das Stellwerk verlegt wurde. 1958 erfolgte die Elektrifizierung der Bahnstrecke. Die Stadt erhielt aufgrund des Beschlusses der Landesregierung von Nordrhein-Westfalen vom 27. Januar 1960 den Zusatz „Bad“. In diesem Jahr wurde auch die Kurklinik Siebengebirge eröffnet. 1962 wurde das Mineralschwimmbad auf der Insel Grafenwerth abgerissen und bis 1963 durch einen Neubau ersetzt, gleichzeitig mit Errichtung der neuen Trinkhalle. Ebenfalls 1963 siedelte sich das Deutsch-französische Jugendwerk (DFJW) in einem Gebäude an der Hauptstraße in Rhöndorf an. Im Juli 1969 ging die für acht Millionen D-Mark erbaute Kurklinik Drachenfels in Betrieb, die 1975 für 14 Millionen Mark umfassend erweitert und umgebaut wurde.
1967 hatte Honnef 16.269 Einwohner, von denen 149 in der Land- und Forstwirtschaft, 2.730 im verarbeitenden Gewerbe und 3.487 im Dienstleistungsbereich tätig waren. In 55 Industriebetrieben arbeiteten 3.319 Personen, den 1.880 Auspendlern standen 1.646 Einpendler gegenüber. An öffentlichen Einrichtungen waren 1967 vorhanden: ein Freibad, zwei Sportplätze, drei Kindergärten, sechs Turnhallen, zwei Krankenhäuser mit je 150 Betten, vier Volksschulen, vier Sonderschulen, eine Realschule und zwei Gymnasien.

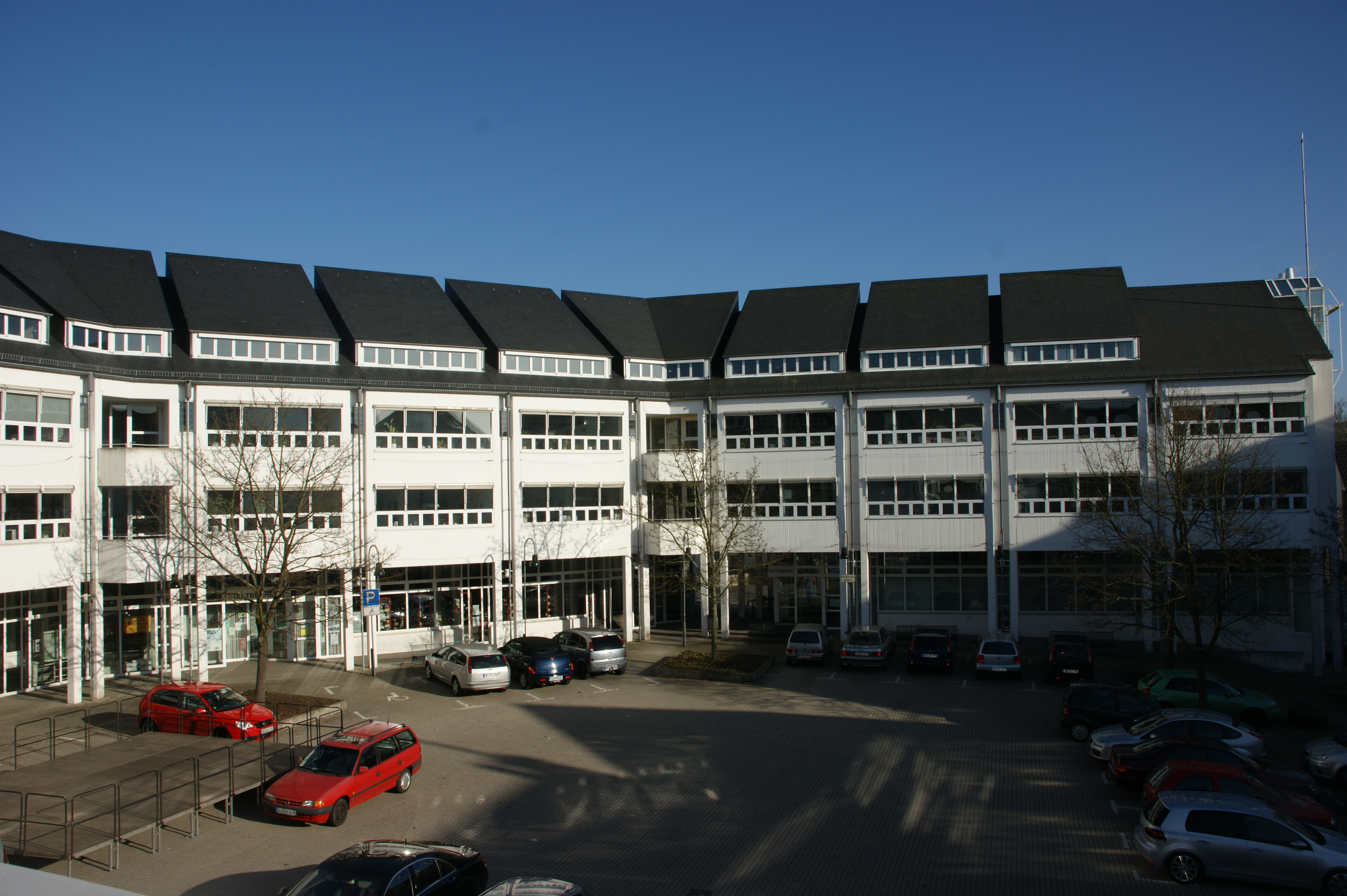
Rathaus Bad Honnef

Im Zuge der kommunalen Neugliederung des Raumes Bonn am 1. August 1969 wurde aus dem aufgelösten Amt Königswinter-Land die Gemeinde Aegidienberg als neuer Stadtbezirk Bad Honnef zugeordnet. Zuvor war auch ein Zusammenschluss Aegidienbergs mit den Berggemeinden Ittenbach, Heisterbacherrott, Oberpleis und Stieldorf erwogen worden. Wegen des Wachstums der Stadt stießen die Räume im damaligen Rathaus am Markt an ihre Kapazitätsgrenzen, so dass nach den Plänen des Architekten Joachim Schürmann in den Jahren 1982/83 im Ortszentrum ein neues entstand (→ Rathaus (Bad Honnef)). 1977 wurde der neue Hauptsitz der Bad Honnefer Stadtsparkasse eröffnet, 1980 eine Fußgängerzone eingerichtet.
Die Einnahmen aus dem Kurtourismus begannen in der einsetzenden Wirtschaftskrise ab 1980 und der folgenden Sparmaßnahmen der Krankenversicherungen deutlich abzunehmen. Ein Skandal um Abrechnungen zwischen der Bad Honnef AG als Betreiber der Kurkliniken und der Bundesversicherungsanstalt führte 1982 zum Entzug der Belegungszusage für die Drachenfelsklinik und 1983 zu deren Schließung. In diesem Jahr musste Bad Honnef den Titel „Heilbad“ abgeben, weil die Auflagen zur Erfüllung dieses Titels – die schon zur Ausweisung von Produktionsstätten wie der Firma Delu-Becker führten – für die Stadt wirtschaftlich schwer zu verkraften waren. Der recht plötzliche Wegfall des Kurtourismus zwang die Stadt zu einem rasanten Strukturwandel. 1984 wurde auf dem Gelände der ehemaligen Drachenfelsklinik ein neues Altenheim eröffnet, 1986 in der vormaligen Kurklinik Siebengebirge das Seminaris-Hotel Bad Honnef als wichtiger Baustein des Wandels zur Tagungs- und Kongressstadt. Bereits im Herbst 1982 hatte die Akademie für Führungskräfte der Deutschen Bundespost einen Neubau im Süden von Selhof bezogen.
Am 18. August 1988 endete in Aegidienberg, auf der Bundesautobahn 3 Richtung Frankfurt am Main, das Gladbecker Geiseldrama.
Zu Beginn der 1990er-Jahre wurde die Siebengebirgsbahn von der Straßen- zur Stadtbahn ausgebaut, verbunden damit waren eine Takterhöhung und der Neubau aller drei im Stadtgebiet liegenden Haltestellen. 1998 wurde das über 20 Millionen Mark teure Avendi-Hotel als weiterer Baustein des Wandels zur Tagungs- und Kongressstadt eröffnet. Bis Ende der 1990er-Jahre entstand im Honnefer Süden ein zweites Gewerbegebiet und ein neues Versorgungszentrum um den „Hit“-Markt herum, das Ende der 2000er-Jahre nochmals erweitert wurde. Von Juli 2010 bis April 2012 wurde von dort mit der sogenannten „Drieschweganbindung“ eine kurze Straßenverbindung zum Gewerbegebiet von Rheinbreitbach und zur Bundesstraße 42 geschaffen.
Vor der Verlegung des Regierungssitzes nach Berlin (1999) befand sich in Bad Honnef von 1997 bis 1999 die Residenz des neuseeländischen Botschafters. Als Folge der Verlegung verließ das Deutsch-Französische Jugendwerk Ende 2000 sein bisheriges Domizil in Rhöndorf, um nach Paris und Berlin umzuziehen. Die Stadt blieb jedoch Sitz einiger auf Bundesebene tätiger Organisationen und Interessenverbände. Im Rahmen der als Kompensation für den Umzug von Parlament und Teilen der Bundesregierung beschlossenen „Vereinbarung über die Ausgleichsmaßnahmen für die Region Bonn“ wurde in Bad Honnef aus Bundesmitteln die Erweiterung der bereits 1998 gegründeten Internationalen Fachhochschule Bad Honnef-Bonn mit Schwerpunkt im Touristikbereich auf dem ehemaligen Gelände der St.-Anno-Handelsschule gefördert. Eine weitere Ausgleichsmaßnahme war die grundlegende Modernisierung der Selhofer Jugendherberge.

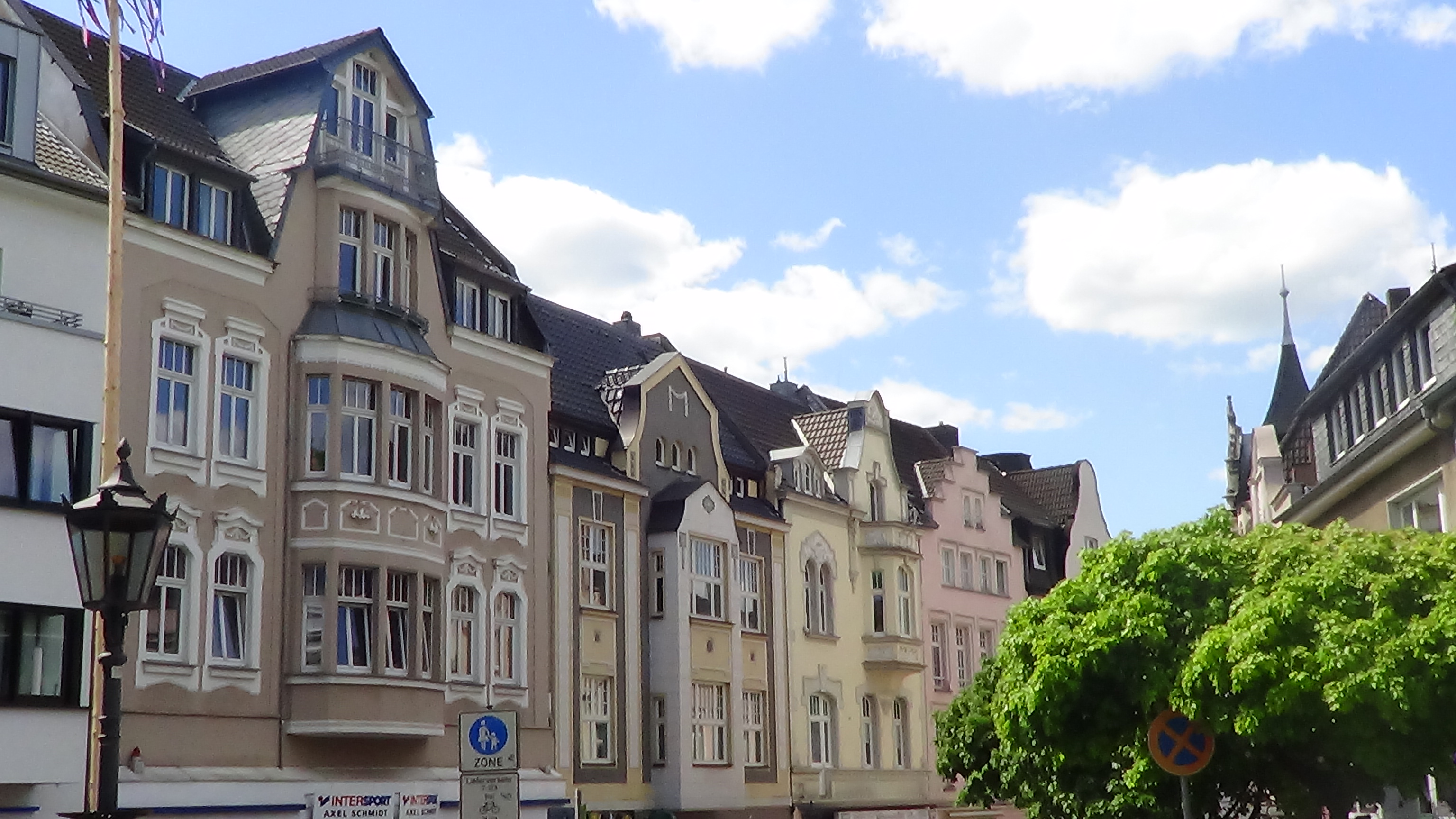
Altbauten im Stadtzentrum

Im Mai 2000 erhielt Bad Honnef den vom Regierungspräsidenten verliehenen Titel „Erholungsort mit Kurmittelbetrieb“. Er soll die Stadt als Gesundheitsstandort stärken. Im selben Monat wurde das für 4,5 Millionen Mark modernisierte Freibad auf der Insel Grafenwerth eröffnet. Ende 2000 wurden das Hotel Avendi, der renovierte Kursaal, das Seminaris-Tagungshotel und ein Wellnesshotel zum Kongresspark Bad Honnef zusammengefasst. Ebenfalls im Jahre 2000 verlagerte das bekannteste der Honnefer Industrieunternehmen, Penaten, nach einem Beschluss des Mutterunternehmens Johnson & Johnson seine Produktion nach Italien und Frankreich, wobei der Standort Bad Honnef zum Teil erhalten blieb.
2002 wurde das Gewerbegebiet Rottbitze in Aegidienberg eröffnet, in dem etwa 300 Arbeitsplätze geschaffen wurden. Unweit des neuen Gewerbegebietes in Rottbitze entwickelte sich bis 2005 ein neues Versorgungszentrum unter anderem mit mehreren Tankstellen und Discountern. Am Dachsberg befindet sich zurzeit ein weiteres Gewerbegebiet in Umsetzung.
Am 1. Juli 2002 erschien nach 121 Jahren die letzte Ausgabe der Honnefer Volkszeitung (HVZ). Die Honnefer Volkszeitung wurde vollständig in den Bonner General-Anzeiger integriert, die das bisherige Blatt mit Archiv und Gebäuden übernahm und es seitdem als Lokalausgabe für den Siebengebirgsraum und den nördlichen Landkreis Neuwied verwendet. Der General-Anzeiger hatte die HVZ bereits 1989 für vier Millionen Mark gekauft. 2003 schloss nach rund drei Jahrzehnten das Bad Honnefer Hallenbad an der Endhaltestelle der Siebengebirgsbahn. Im Februar 2010 eröffnete dort ein Kulturzentrum, dessen Mittelpunkt eine Diskothek bildete.
Im September 2009 verhinderten die Bad Honnefer Einwohner per Bürgerentscheid die Einrichtung eines Nationalparks Siebengebirge.
Am 24. Januar 2010 wurde Bad Honnef die zehnte Fairtrade-Town Deutschlands.

## Einwohnerentwicklung
Die Einwohnerentwicklung Bad Honnefs folgte bislang dem Trend der Region Bonn/Rhein-Sieg, allerdings stiegen die Einwohnerzahlen deutlich langsamer an als in den stark wachsenden benachbarten Städten und Gemeinden des Rhein-Sieg-Kreises. Seit der kommunalen Neuordnung 1969 gab es ein Wachstum von ca. 6.000 Einwohnern, davon ungefähr die Hälfte im Bergbereich, also Aegidienberg.
Die zukünftige Entwicklung wird von der Ausweisung neuer Bebauungsgebiete in der Berglage abhängen, da in der Tallage entweder kaum noch freie, bebaubare Flächen vorhanden sind oder eine Bebauung aus anderen Gründen wie dem Naturschutz nicht erfolgen kann. Man erwartet hier auch in Zukunft steigende Preise für Bauland. Die Bertelsmann-Stiftung prognostiziert eine im Vergleich zur Region überdurchschnittlich stark alternde Bevölkerung. Allerdings hat Bad Honnef bereits seit langem ein überhöhtes Durchschnittsalter, was auf die große Anzahl von Seniorenresidenzen zurückzuführen ist.
2000 wurde Bad Honnef zur mittleren kreisangehörigen Stadt, da es die dafür vorgesehene 25.000-Grenze überschritt. Obwohl die Einwohnerzahl zwischenzeitlich wieder unter diese Grenze gefallen war, behielt die Stadt den Titel. Die Anzahl der Gesamtbevölkerung inklusive der hohen Anzahl von Zweitwohnsitzen lag am 26. Mai 2006 mit 26.977 um fast 2.000 höher als die offizielle, vom Landesamt für Datenverarbeitung und Statistik NRW ermittelte Einwohnerzahl.
Im Folgenden die Einwohnerentwicklung von Bad Honnef (bis 1970 ohne Aegidienberg), Datenquelle für die Jahre 2010, 2015 und 2021: Landesbetrieb IT.NRW:
| Jahr | Einwohner |
| ---- | --------- |
| 1816 | 2.369     |
| 1843 | 3.104     |
| 1871 | 3.707     |
| 1905 | 6.183     |
| 1925 | 8.197     |
| 1939 | 9.281     |
| 1950 | 13.948    |
| 1961 | 15.500    |

| Jahr | Einwohner |
| ---- | --------- |
| 1970 | 15.830    |
| 1975 | 20.903    |
| 1980 | 20.907    |
| 1985 | 20.467    |
| 1990 | 22.577    |
| 1995 | 24.462    |
| 2000 | 25.004    |
| 2005 | 25.241    |

| Jahr | Einwohner |
| ---- | --------- |
| 2010 | 25.213    |
| 2015 | 25.654    |
| 2021 | 25.738    |

## Politik
Seit 2000 ist Bad Honnef eine mittlere kreisangehörige Stadt und nimmt als solche zusätzliche Aufgaben wahr.
- CDU: 9
- SPD: 5
- BB: 4
- FDP: 2
- Grüne: 8

### Stadtrat
Der Stadtrat ist die kommunale Volksvertretung der Stadt Bad Honnef. Über die Zusammensetzung entscheiden die Bürger alle fünf Jahre. Die letzte Wahl fand am 13. September 2020 statt. Hier wurde die CDU mit 32 Prozent stärkste Kraft, nachfolgend die Grünen mit einem Rekordergebnis von 28 Prozent.

### Bürgermeister
| Zeitraum  | Bürgermeister             |
| --------- | ------------------------- |
| 1862–1876 | Clemens Joseph Adams      |
| 1877–1889 | Aloys Hubert Schumacher   |
| 1889–1907 | Theodor Waechter          |
| 1907–1919 | Peter Joseph Brenig       |
| 1919–1929 | Albert Berns              |
| 1929–1933 | Alfred von Reumont        |
| 1933–1934 | Heinrich Behr             |
| 1934–1935 | kom. von Wittich          |
| 1935–1945 | Johannes „Hans“ Schloemer |
| 1945–1946 | Heinrich Goertz           |
| 1946–1949 | Jakob Mölbert             |
| 1949–1952 | Peter Rustemeyer          |
| 1952–1961 | Jakob Mölbert             |
| 1961–1964 | Albert Weidenbach         |
| 1964–1972 | Jakob Mölbert             |
| 1972–1982 | Franz Josef Kayser        |
| 1982–1990 | Werner Osterbrink         |
| 1990–1999 | Franz Josef Kayser        |
| 1999–2004 | Hans-Peter Brassel        |
| 2004–2014 | Wally Feiden              |
| seit 2014 | Otto Neuhoff              |

### Wappen und Flagge

Banner

| Wappen von Bad Honnef | Blasonierung: „Von Silber (Weiß) und Rot dreißigmal geschacht, in der oberen Hälfte belegt mit einem durchgehenden, fünflätzigen blauen Turnierkragen.“ |
| Wappen von Bad Honnef | Wappenbegründung: Das Wappen ist das ehemalige Schild der Grafen von Sponheim-Heinsberg als Erinnerung an die mittelalterliche Herrschaft Löwenburg, deren Hauptort Bad Honnef war. Das geschachte Feld geht auf ein Schöffensiegel von 1374 zurück. Die Stadt Bad Honnef ist seit dem 24. Januar 1973 durch Urkunde des Regierungspräsidenten in Köln berechtigt, u. a. ein Wappen zu führen. |

Die Stadt Bad Honnef führt laut Hauptsatzung neben dem Wappen ein Banner und ein Siegel, jedoch keine Hissflagge.

### Stadtmarke
Die Stadtmarke, die 2017 eingeführt wurde, repräsentiert die Bad Honnefer Haltung der Lebensfreude. Sie erzeugt eine sympathische Außenwirkung mit Wiedererkennungswert.
Das Logo zeigt im Wappen ein Herz: „Lebensfreude verbürgt“.

### Städtepartnerschaften
Bad Honnef unterhält seit 1976 eine Städtepartnerschaft mit dem französischen Berck (lokal Berck-sur-Mer), nach dem auch die südliche der zur Insel Grafenwerth führenden Brücken benannt ist. Eine Partnerschaft mit der sächsischen Kleinstadt Wittichenau wurde am 26. August 1990 eingegangen. Da Konrad Adenauer im italienischen Dorf Cadenabbia regelmäßig seinen Urlaub verbrachte, wurde 1992 mit dem Ort in der Lombardei eine Partnerschaft aufgebaut. Die vierte und bislang letzte Partnerschaft ging Bad Honnef am 31. Oktober 2000 mit dem schwedischen Ludvika ein.

## Kultur und Sehenswürdigkeiten

### Bauwerke und Kulturdenkmäler

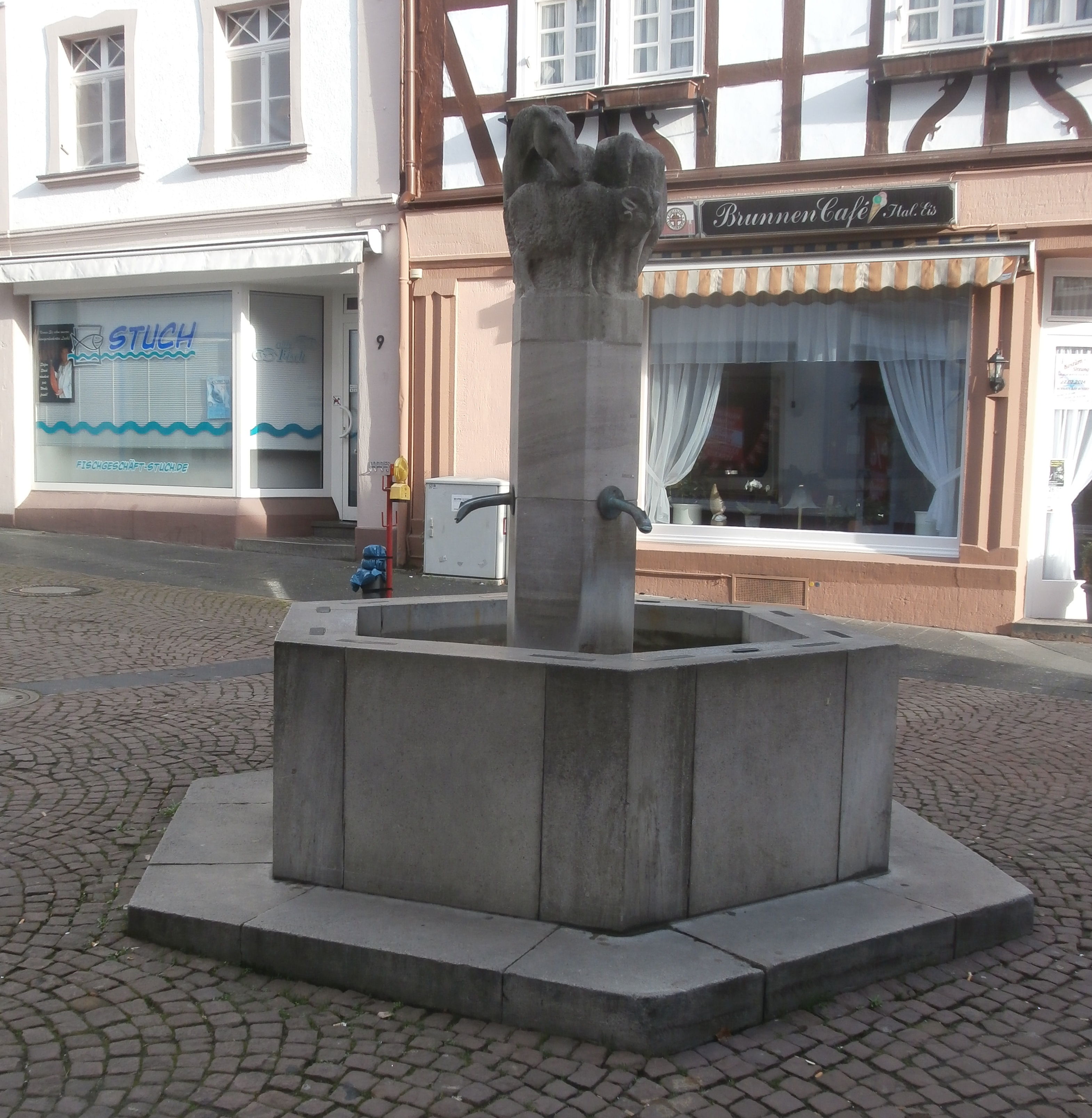
„Tierbrunnen“ (Ernemann Sander) in der Fußgängerzone

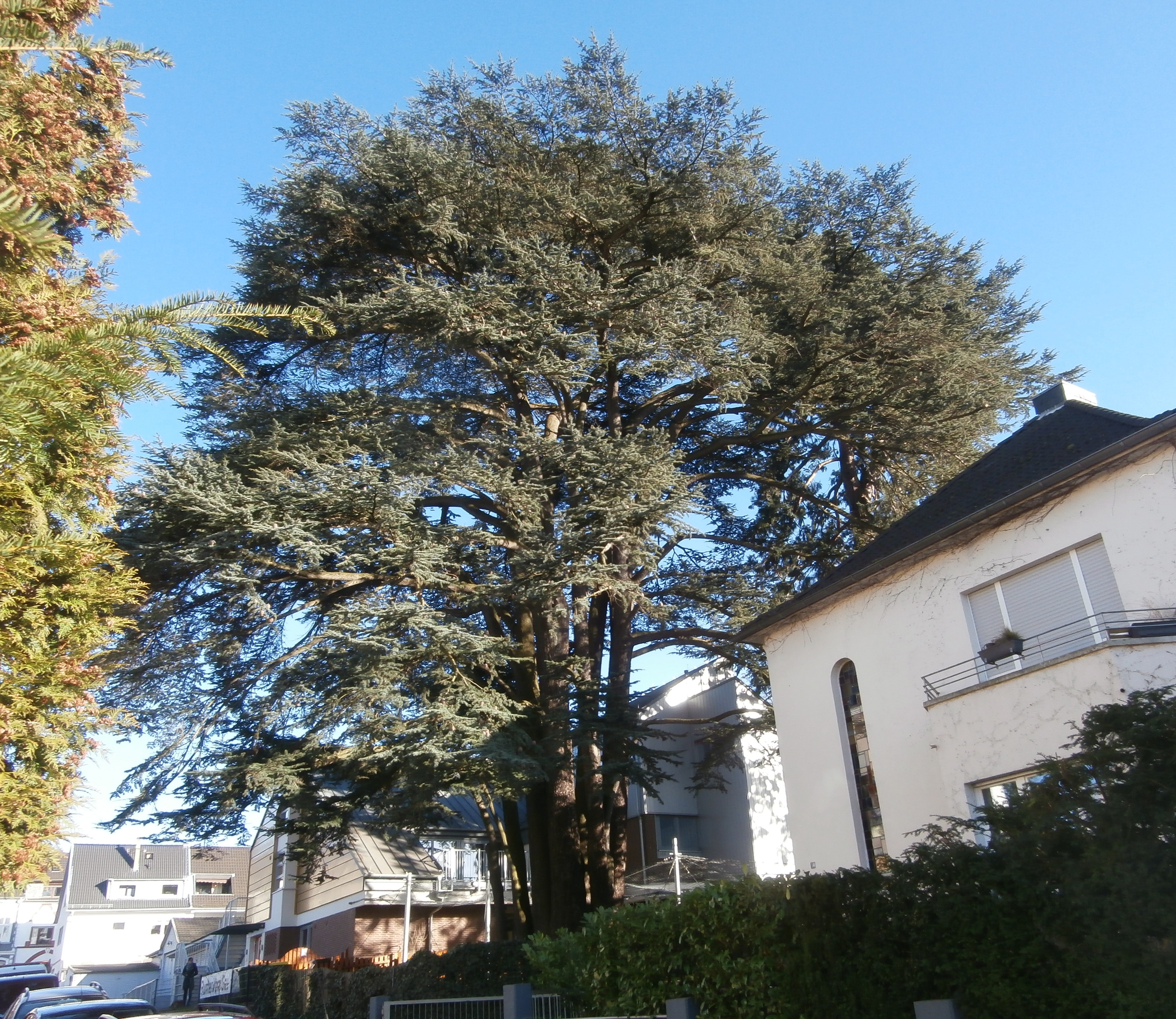
Libanonzeder an der Bernhard-Klein-Straße

Ein Wahrzeichen der Stadt ist die dreischiffige, kurz nach 1500 errichtete katholische Pfarrkirche St. Johann Baptist am Markt. Dort befinden sich auch mit dem Hontes das älteste profane Gebäude der Stadt und das Alte Rathaus. Als ältestes Bürgerhaus gilt das Haus Kirchstraße 8. Die evangelische Erlöserkirche in der Luisenstraße mit ihrer Bischofsmütze als Turmabschluss entstand erst 1900. Wahrzeichen des Ortsteils Selhof ist die nach dem Zweiten Weltkrieg errichtete Kirche St. Martin. Inmitten der Hauptverkehrsstraße in Rhöndorf liegt die 1714 bis 1716 erbaute Marienkapelle. Ebenfalls in diesem Stadtteil befindet sich das bedeutendste Gebäude aus dem 19. Jahrhundert, das Haus im Turm (ehemals „Villa Merkens“), das früher Sitz des Löwenburger Richters und bis 2004 der Landvolkshochschule des Erzbistums Köln war. An der Linzer Straße befindet sich der Alte Friedhof der Stadt, unweit davon mit dem Österreicher Kreuz die älteste Grabstätte der Stadt.
Neben den Kirchen in Berg und Tal – darunter mit der Fuchshardtkapelle eine Waldkapelle – sind zahlreiche andere historische Gebäude erhalten geblieben, überwiegend im Bereich der Stadtmitte und Rhöndorf. Der Ortsteil Rommersdorf besteht mehrheitlich aus Fachwerkhäusern, die zu den ältesten in Bad Honnef zählen. Die Hauptstraße wird wie einige ihrer Nebenstraßen von prunkvollen Wohn- und Geschäftshäusern aus der Phase des Historismus um 1900 gesäumt, von denen zahlreiche unter Denkmalschutz stehen. Die ehemaligen Kuranlagen werden heute durch den „Seminaris-Kongresspark“ genutzt. Bedeutendes Zeugnis aus der Vergangenheit ist das Kurhaus, das 1906 erbaut wurde, 1937/1938 eine neue Trinkhalle erhielt und heute zum Kongresspark Bad Honnef gehört. Es gilt mit seinem Festsaal als kulturelles Zentrum der Stadt.
Eines der wenigen Denkmäler der Stadt ist das 2015 in den Stadtgarten an der Alexander-von-Humboldt-Straße versetzte Löwendenkmal. Am Franz-Xaver-Trips-Platz steht der mit lebensgroßen und beweglichen Vogelfiguren geschmückte Vogelbrunnen, den der Bildhauer Bonifatius Stirnberg anlässlich der Einrichtung der Fußgängerzone im Jahre 1980 schuf. Dort befindet sich auch an der Hauptstraße Ecke Kirchstraße der Tierbrunnen von Ernemann Sander (1978). Als Naturdenkmal ausgewiesen ist eine rund 200 Jahre alte Libanonzeder im Stadtzentrum (Bernhard-Klein-Straße 16), die mit neun Stämmen eine von der Norm abweichende Vielstämmigkeit aufweist. Im Altarm des Rheins zwischen Insel Grafenwerth und Honnefer Festland ankert als ein Wahrzeichen der Stadt die 1917 in den Niederlanden erbaute Aalschokker „Aranka“, das letzte von einigen dieser Art von Fischereisegelschiffen, die vor Honnef bis in die zweite Hälfte des 20. Jahrhunderts im Einsatz waren. Das Aalfangschiff ist als bewegliches Denkmal ausgewiesen.

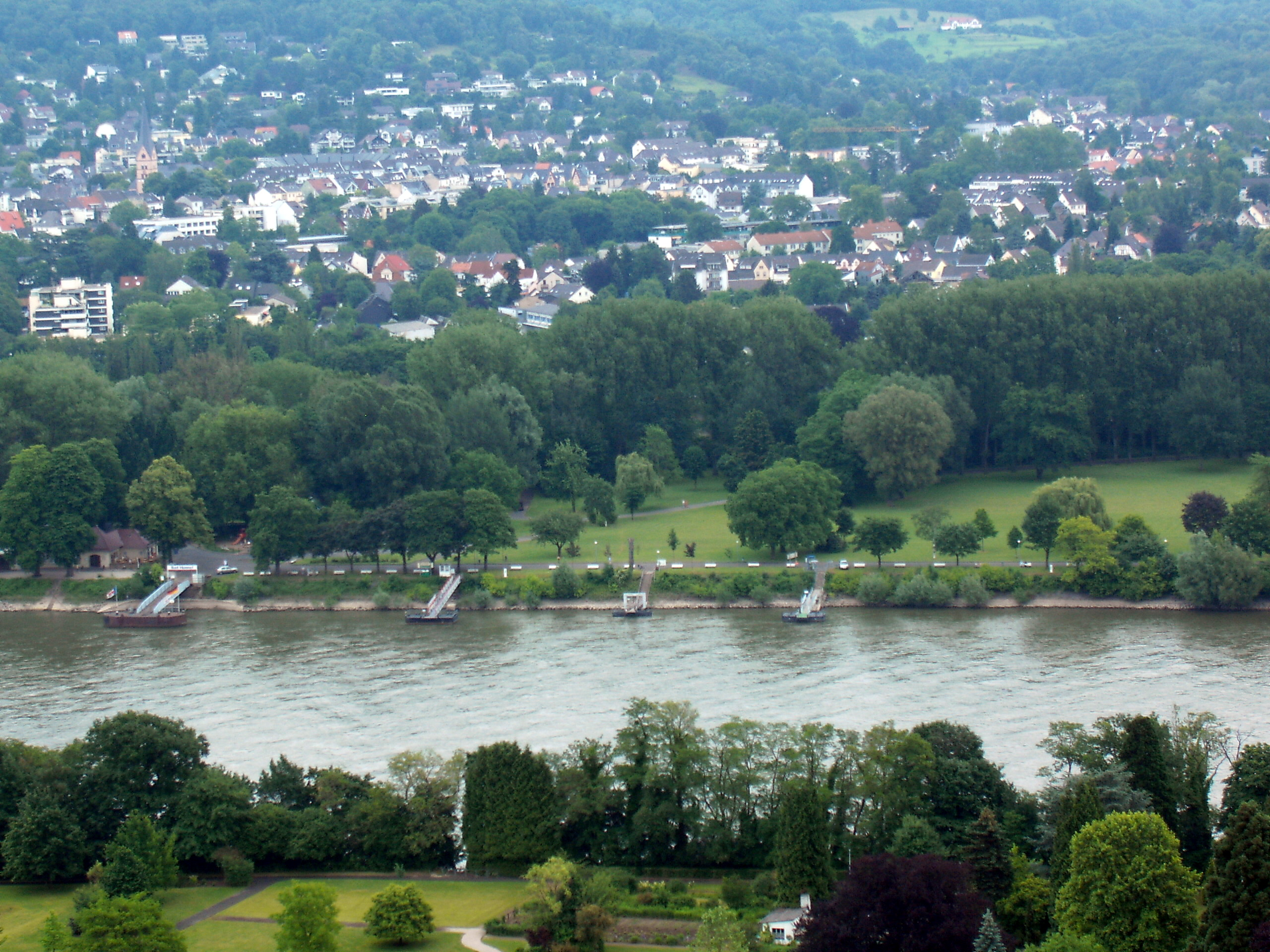
Park auf der Insel Grafenwerth

### Parks
Das Bild Bad Honnefs als „Stadt im Grünen“ begründet sich nicht zuletzt durch weitläufige Parkanlagen. Das 15 Hektar umfassende Parkgelände der Rheininsel Grafenwerth trägt dazu wesentlich bei. Aber auch weitere Stadtparks wie der „Park Reitersdorf“, die Parkanlagen am Rhöndorfer Haus im Turm und um das ehemalige Kloster Haus Nazareth in Rommersdorf oder der Kurpark an der Hauptstraße bereichern das Ensemble. Im weiteren Sinne zählen dazu auch das Gelände der Internationalen Fachhochschule, der Villa Schaaffhausen in Rommersdorf und des St. Josefsklosters. Als Landschaftsgarten wurde zwischen 1903 und 1908 auf einem trockenen Weinberg der Park der Villa Dahl an der Bergstraße angelegt.
Das Kloster Haus Nazareth wurde 2007 abgerissen und durch Neubauten ersetzt, weitere Teile des zugehörigen Parks sind ebenfalls bebaut worden.

### Sport
Die Dragons Rhöndorf sind die Basketballabteilung des Dragons Rhöndorf 1912. Die erste Herrenmannschaft des Vereins spielt in der dritthöchsten nationalen Spielklasse ProB. Zwischen 1995 und 1999 spielte der Verein in der Basketball-Bundesliga (BBL) und wurde 1998 DBB-Vizepokalsieger. In den Jahren 1995 und 2001 wurden die Dragons Meister der 2. Basketball-Bundesliga und 2010 sowie 2024 Meister der ProB.
Die erste Damenmannschaft spielt als „Talents BonnRhöndorf“ (Kooperation mit Basketballgemeinschaft Bonn 92) in der 2. Damen-Basketball-Bundesliga (2. DBBL).
Die Heimspiele finden im 1500 Zuschauer fassenden „Dragon Dome“ (Sporthalle am Menzenberg) statt.
Einer der erfolgreichsten Vereine in Bad Honnef ist der Wassersportverein Honnef, dessen Ruderer sich seit 1977 in unregelmäßiger Reihenfolge für Weltmeisterschaften qualifizieren. Insgesamt wurden bisher drei Weltmeisterschaften, zwei U23-Weltmeisterschaften und eine Junioren-Weltmeisterschaft errungen. Dazu kommen zahlreiche WM-Medaillen und Deutsche Meistertitel in allen Altersklassen.
Im Fußball gehörte der FV Bad Honnef von 1978 bis 1998 der Oberliga Nordrhein und damit der dritt- bzw. ab 1994 vierthöchsten Spielklasse an, spielt aber heute nur noch in der Landesliga.
Der Verein TTF Bad Honnef spielte in den 1990er Jahren in der Tischtennis-Bundesliga. Heute spielt die erste Herrenmannschaft in der Bezirksoberliga.
Der Hockey-Club Bad Honnef spielte 1980 auf dem Feld in der Regionalliga West und 1984 in der Hallensaison in der Oberliga.
Des Weiteren werden viele Sportarten durch die Teams der lokalen Internationalen Hochschule Bad Honnef Bonn vertreten. Darunter befinden sich Fußball, Volleyball, Kickboxen und Rugby. Die Rugbymannschaft der Hochschule, die IUBH Barbarians, belegte am 20. Mai 2013 den ersten Platz in der Eurokonstantia im 7er-Rugby.

### Regelmäßige Veranstaltungen
- Rhein in Flammen: am ersten Samstag im Mai. Großfeuerwerke und Schiffsrundfahrt von Linz am Rhein entlang Erpel, Unkel, Remagen, Rheinbreitbach, Rheininsel Nonnenwerth bei Bad Honnef, Bad Godesberg, Königswinter zur Bonner Rheinaue bei Bonn.
- Rievkooche-Kirmes Aegidienberg: Unterhaltungsprogramm am ersten Wochenende im September auf dem Aegidiusplatz. Namengebend ist der Reibekuchen.
- Rheinspaziert: regelmäßig in der Sommerzeit, meist im August. Regionale Bands spielen live auf der Insel Grafenwerth. Zusätzlich sind viele Stände, darunter Bierbuden, Spielattraktionen für die Kinder und Essensstände, aufgebaut.
- Weinfest Rhöndorf: Immer am ersten Septemberwochenende auf dem Ziepchesplatz in Rhöndorf. Das Weinfest wird vom Winzercorps Rhöndorf organisiert. Freitags und samstags tritt je eine Band auf, sonntags wird ein Traktorentreffen veranstaltet und die Weinköniginnen der Region werden eingeladen.
- Aalkönigsfest: Oktober, Kurhaus, Ehrung einer Person des öffentlichen Lebens

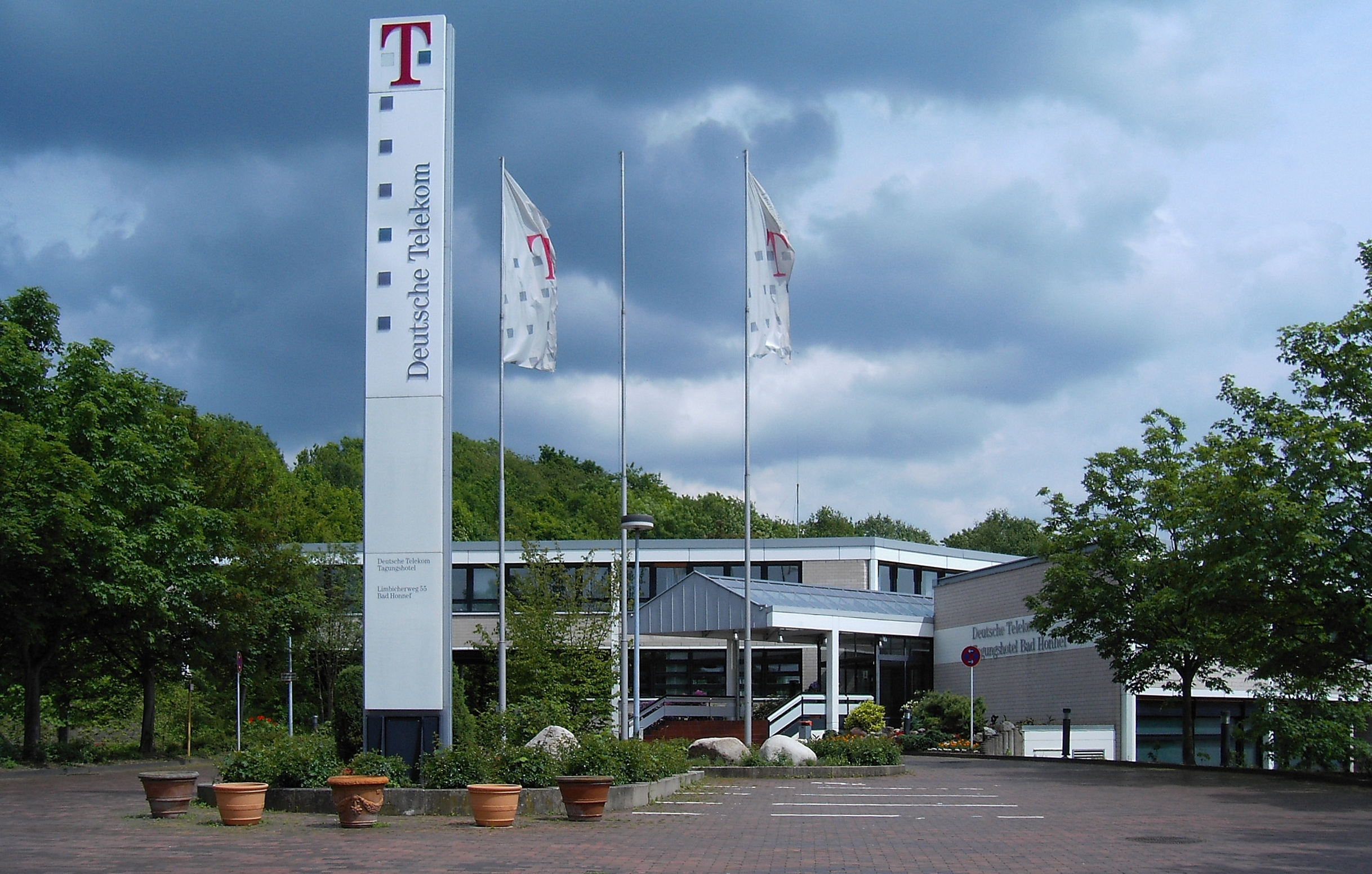
Deutsche Telekom Tagungshotel Bad Honnef (2006)

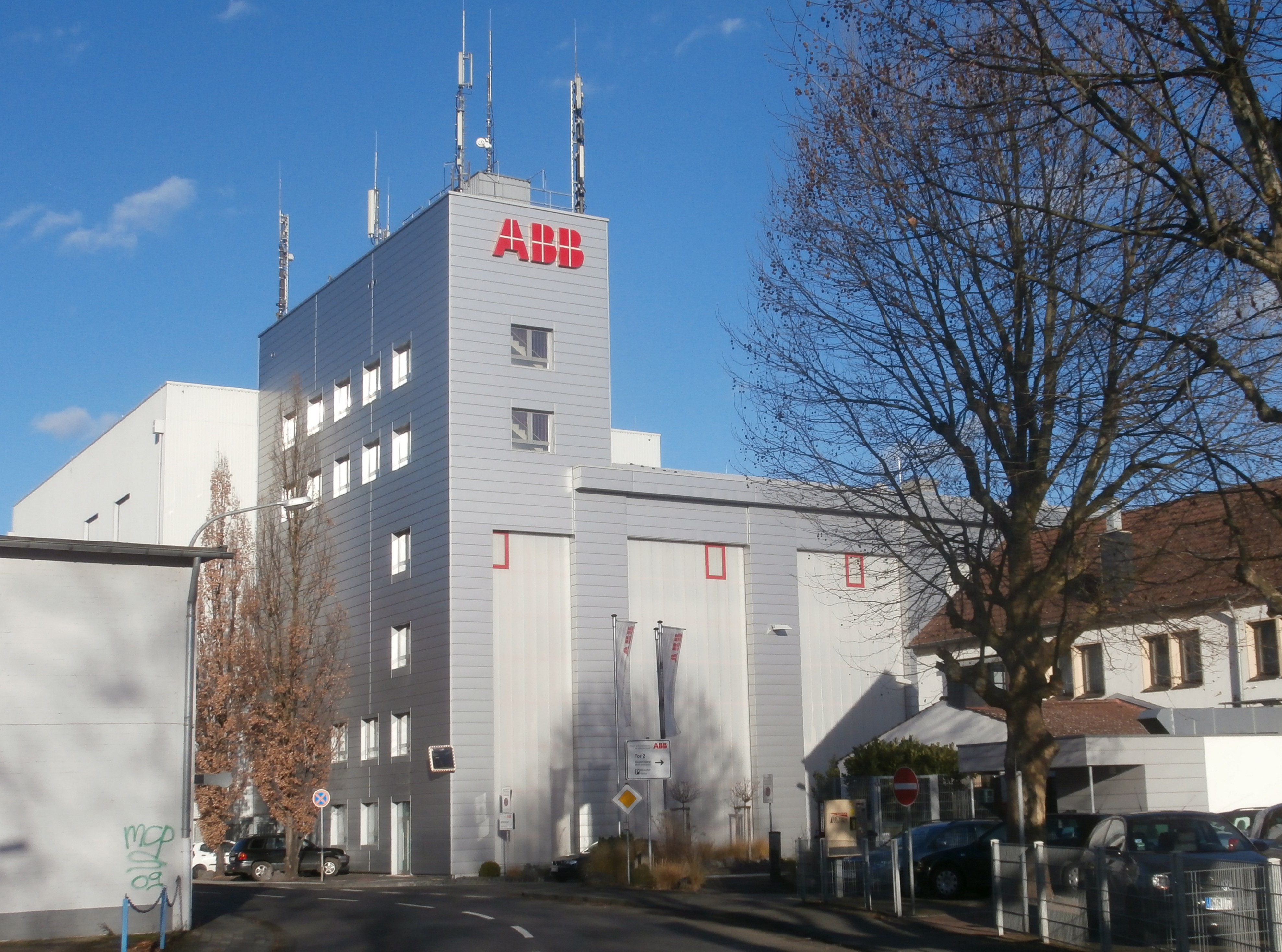
Transformatorenwerk von ABB (2013)

## Wirtschaft und Infrastruktur
Bis nach dem Zweiten Weltkrieg war die wirtschaftliche Struktur Bad Honnefs sowohl durch Industriebetriebe als auch durch drei große Marmeladenfabriken geprägt. Letztere gaben nach und nach ihren Betrieb auf. Der Anbau von Wein reduzierte sich bereits Anfang des 20. Jahrhunderts auf die Flächen am Drachenfels, die Anbaufläche sank allein im Zeitraum 1880 bis 1920 von 65 auf 10 Hektar. Bis Anfang der 1950er-Jahre wurden am Rhein noch einige Kiesgruben betrieben, bis Mitte der 1960er-Jahre Metzgereien mit eigenem Schlachthaus. Zu den bedeutendsten Industrieunternehmen der Stadt gehörten im gesamten 20. Jahrhundert August Lepper und Penaten. Der um 1900 einsetzende Kurtourismus florierte noch bis in die 1970er-Jahre und verlor dann auch aufgrund des Rückgangs der staatlichen Kurförderungen und des Wegfalls des Heilbad-Status immer mehr an Bedeutung. Die Lage an Rhein und Naturpark und Naturschutzgebiet Siebengebirge zieht jedoch nach wie vor einen Tourismus in Bad Honnef nach sich. Die Löwenburg, zu den auch touristisch prominentesten der Berge des Siebengebirges zählend, liegt auf Stadtgebiet von Bad Honnef.
Ab den 1980er-Jahren hatte sich Bad Honnef zu einem wichtigen Tagungs- und Kongressstandort entwickelt, hat aber zuletzt durch die Schließung und Verlegung einiger Einrichtungen wieder an Bedeutung verloren. Zu den Tagungshotels und Veranstaltungsstätten gehört unter anderem das Physikzentrum Bad Honnef, das mehrere Verbände beherbergt und dort Tagungen ausrichtet. Der Seminaris Kongresspark Bad Honnef umfasst weitere Hotels und Veranstaltungsstätten, zum Beispiel den Kursaal, in dem Theater und Konzerte stattfinden. Auch das Commundo Tagungshotel Bad Honnef der Deutschen Telekom (frühere Führungsakademie der Deutschen Bundespost; geschlossen 2018) und das Katholisch-Soziale-Institut (2017 nach Siegburg verlegt) fielen in diese Kategorie. Eine für die Stadt bedeutende Einrichtung war die Ende 2017 nach Bonn verlegte Akademie für Internationale Zusammenarbeit (AIZ) der Deutschen Gesellschaft für Internationale Zusammenarbeit (größte deutsche Entwicklungshilfeorganisation; früher Deutsche Stiftung für Internationale Entwicklung) im Uhlhof direkt an der Grenze zu Rheinbreitbach, in der Führungskräfte aus Politik und Wirtschaft für ihren Einsatz in Entwicklungs- und Schwellenländern vorbereitet wurden. Hingegen wurde im Herbst 2018 die Fortbildungsakademie der Landesfinanzverwaltung Nordrhein-Westfalen von Bonn nach Bad Honnef in die Liegenschaft der einstigen Führungsakademie der Deutschen Bundespost verlegt. Das ehemalige städtische Hallenbad von Bad Honnef wurde von einem Investor gekauft und 2010 unter dem Namen Rheinsubstanz als Tagungs-, Ausstellungs- und Veranstaltungsstätte neu eröffnet.
Die dichte Besiedlung der Tallage Bad Honnefs hat dazu geführt, dass dort für die expandierenden Unternehmen in der Region Bonn Rhein-Sieg immer weniger Platz zur Verfügung steht. Im Gewerbegebiet Lohfeld und im neueren Gewerbegebiet Bad Honnef-Süd gibt es kaum noch freie Grundstücke. Daher müssen viele Unternehmen für ihre Neuansiedlung bzw. Erweiterung auf die Berglage in Aegidienberg zurückgreifen. Insbesondere in Aegidienberg-Rottbitze führt dies, auch aufgrund der Lage direkt an der A 3, zu umfangreichen Gewerbe- und Industrieansiedlungen.
Bad Honnef weist einen überdurchschnittlichen Kaufkraftindex in Höhe von 127,2 Prozent des Bundesdurchschnitts (100 Prozent) für das Jahr 2015 auf. Somit ist Bad Honnef die kaufkraftstärkste Kommune im Rhein-Sieg-Kreis, gefolgt von Wachtberg mit 126,7 und Königswinter mit 117,1 Prozent. Der Anteil der Vermögensmillionäre ist im Landesvergleich auf je 10.000 Einwohner gerechnet nur in Meerbusch (bei Düsseldorf) höher.

### Versorgungsinfrastruktur
Für die gesamte Energie- und Wasserversorgung in Bad Honnef ist die Bad Honnef AG zuständig, an der die Stadt direkt 50 und über die Freizeitbäder Grafenwerth GmbH ca. 90 Prozent hält. Das Versorgungsgebiet der Gesellschaft umfasst im Wasser- und Gasvertrieb auch noch Teile des nördlichen Rheinland-Pfalz. Im Gegensatz zu den nördlicher gelegenen Städten des Rhein-Sieg-Kreises stammt das Wasser in der ehemaligen Kurstadt nicht aus der Wahnbachtalsperre, sondern wird u. a. dem Grundwasser in dem Wasserschutzgebiet im Lohfeld entnommen.
Für die Entwässerung ist das Bad Honnefer Abwasserwerk zuständig, das an der B 42 eine Kläranlage für den Talbereich betreibt.

### Unternehmen und Betriebe
In Bad Honnef existieren über 200 Handwerksbetriebe und zahlreiche Dienstleistungs- und Industriefirmen. Zu den wichtigsten gehören bzw. gehörten:
- ABS Emmerich – Brandschutzschule NRW – Feuerlöscherprüfungen und Service – Schulungszentrum
- Hitachi früher ABB[73] Transformatoren (Industriegebiet Lohfeld)
- Bad Honnef AG
- Birkenstock, Fachgeschäft
- Coppeneur – Schokoladen-Feinkost (Gewerbegebiet Dachsberg in Aegidienberg[74])
- DIACOR Gesellschaft für diakonische Aufgaben GmbH
- Ergoline (Aegidienberg-Rottbitze; Gewerbegebiet Vogelsbitze/Zilskreuz)
- Footprints Schuh GmbH
- Hupperich + Westhoven Bau GmbH, Hoch- und Tiefbau
- Joseph Junker GmbH, Feineisenbau, Blechverarbeitung, Lasertechnologie, Morsetasten (2016 gelöscht)
- Seminaris Kongresspark Bad Honnef
- Tatami Schuh GmbH
- TX Logistik AG (2015 Sitz nach Troisdorf verlegt)
- Bad Honnefer Mineral- und Heilbrunnen GmbH / Aegidius Brunnen (Mitte November 2009 eingestellt[75])
- Volksbank Köln Bonn eG (bis 1999 Volksbank Siebengebirge eG)
- Stadtsparkasse Bad Honnef (2019 mit der Kreissparkasse Köln fusioniert)

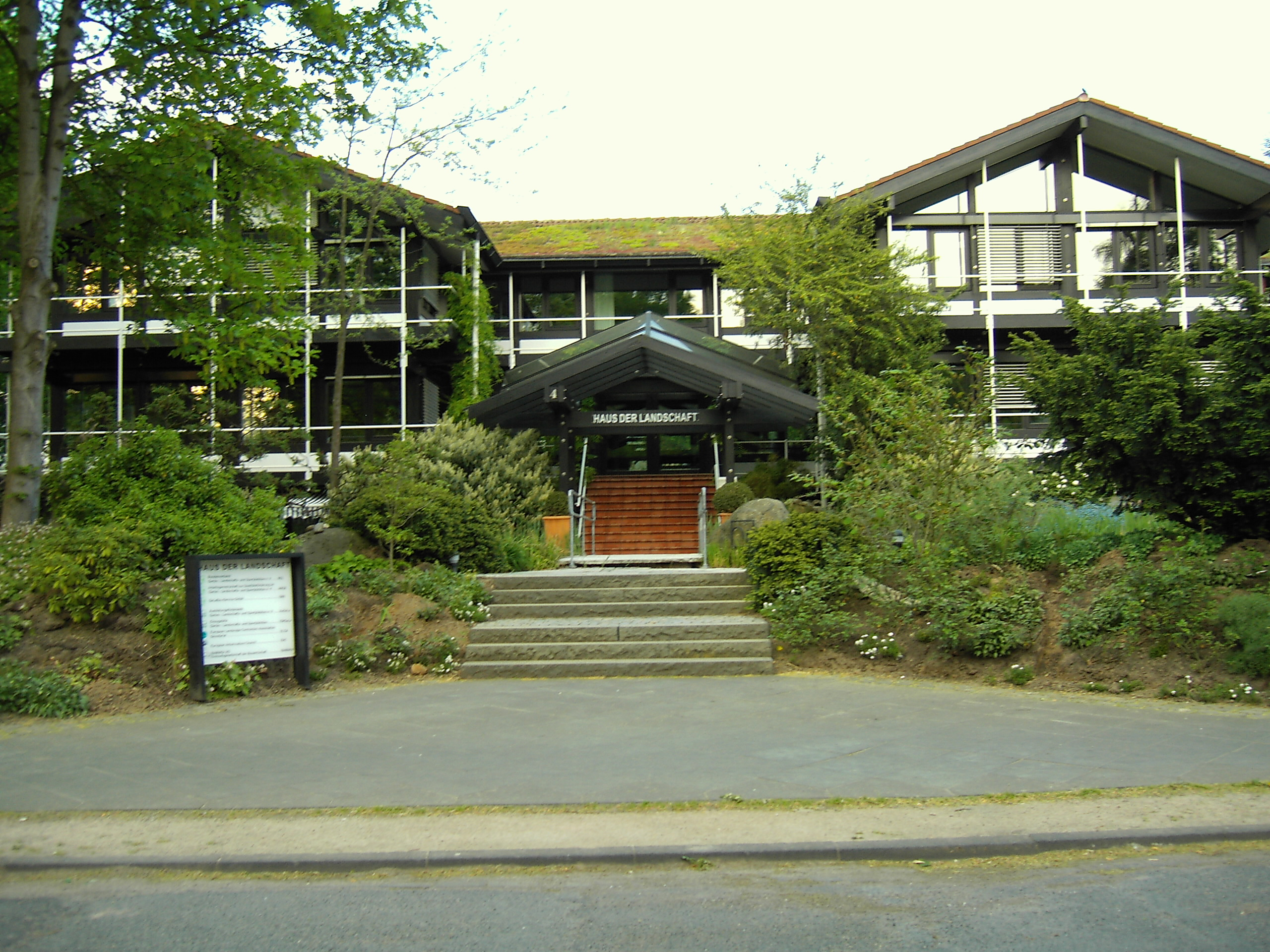
„Haus der Landschaft“ nahe dem Rheinufer

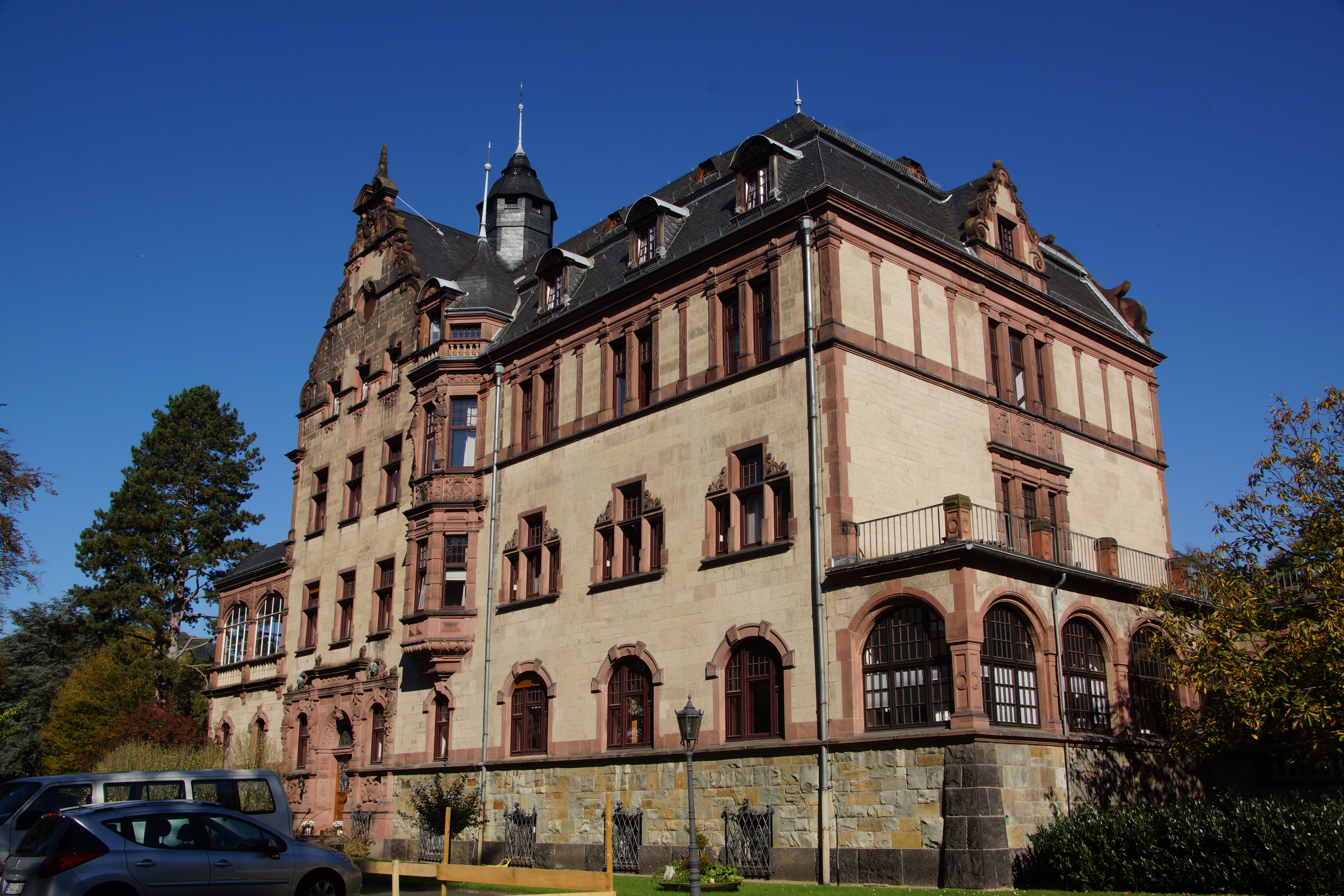
Physikzentrum Bad Honnef

### Organisationen und Vereinigungen
In Bad Honnef haben zahlreiche Verbände und Vereinigungen ihren Sitz. Ein Teil der Organisationen siedelte sich ursprünglich wegen der Nähe zum früheren Regierungssitz in der Stadt Bonn an, die weiterhin ein politisches Zentrum in Deutschland ist.
- Akademie Junges Land e. V.
- Ausbildungsförderwerk Garten-, Landschafts- und Sportplatzbau e. V. (AuGaLa) – Sitz im „Haus der Landschaft“
- Bundesverband Deutscher Fertigbau e. V.
- Bundesverband Deutscher Verkaufs- & Vertriebskräfte BDV e. V.
- Bundesverband Garten-, Landschafts- und Sportplatzbau (BGL) – Sitz im „Haus der Landschaft“
- Cartellverband der katholischen deutschen Studentenverbindungen – Sitz des CV-Sekretariats in der Linzer Straße
- Casa Alianza Kinderhilfe Guatemala e. V.
- Deutsche Physikalische Gesellschaft e. V.
- European Arbirocultural Council (EAC) – Sitz im „Haus der Landschaft“
- European Landscape Contractors Association (ELCA) – Sitz im „Haus der Landschaft“
- Gesellschaft Deutscher Naturforscher und Ärzte e. V.
- Hauptverband der Deutschen Holz u. Kunststoffe verarbeitenden Industrie und verwandter Industriezweige e. V.
- Internationaler Landvolkdienst der KLB e. V. (ILD)
- Internationaler Fahrten- und Austauschdienst e. V. (IFAD)
- Katholische Landjugendbewegung Deutschlands e. V.
- Katholische Landvolkbewegung
- Marketing-Business-Academy Berufsverbandsakademie des BDV e. V.
- Verband der Deutschen Möbelindustrie e. V.
- Stiftung Bundeskanzler-Adenauer-Haus
- Wissenschaftliches Institut für Infrastruktur und Kommunikationsdienste GmbH (WIK consult)
- Zusatzversorgungskasse für die Beschäftigten des Deutschen Bäckerhandwerks (VVaG)

Des Weiteren besteht seit 1981 im Ortsteil Lohfeld die Wasserkontrollstation Bad Honnef des Landesumweltamtes NRW, die unter anderem die Wasserqualität an der Landesgrenze zu Rheinland-Pfalz überwacht.

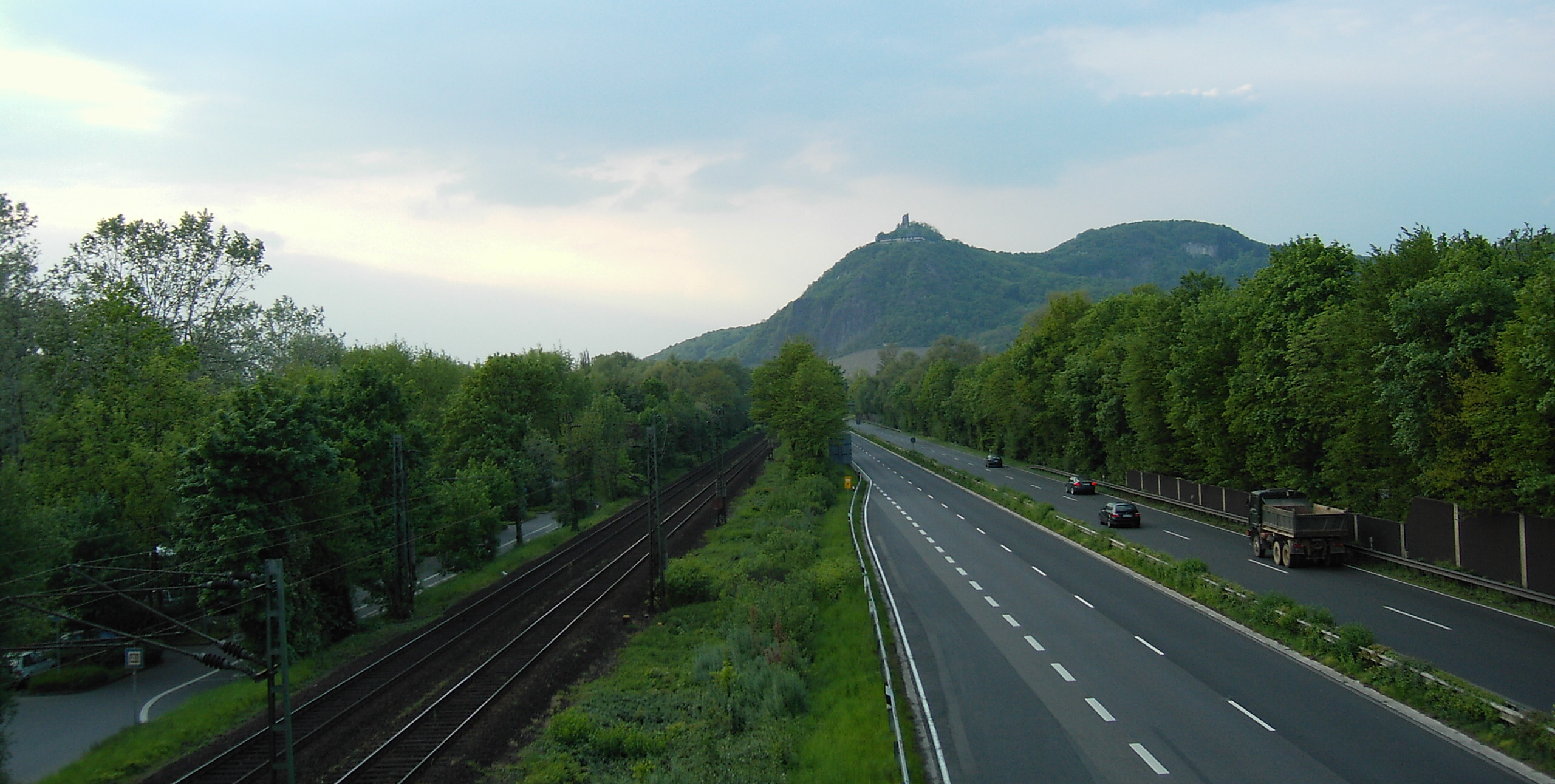
Rechte Rheinstrecke und B 42

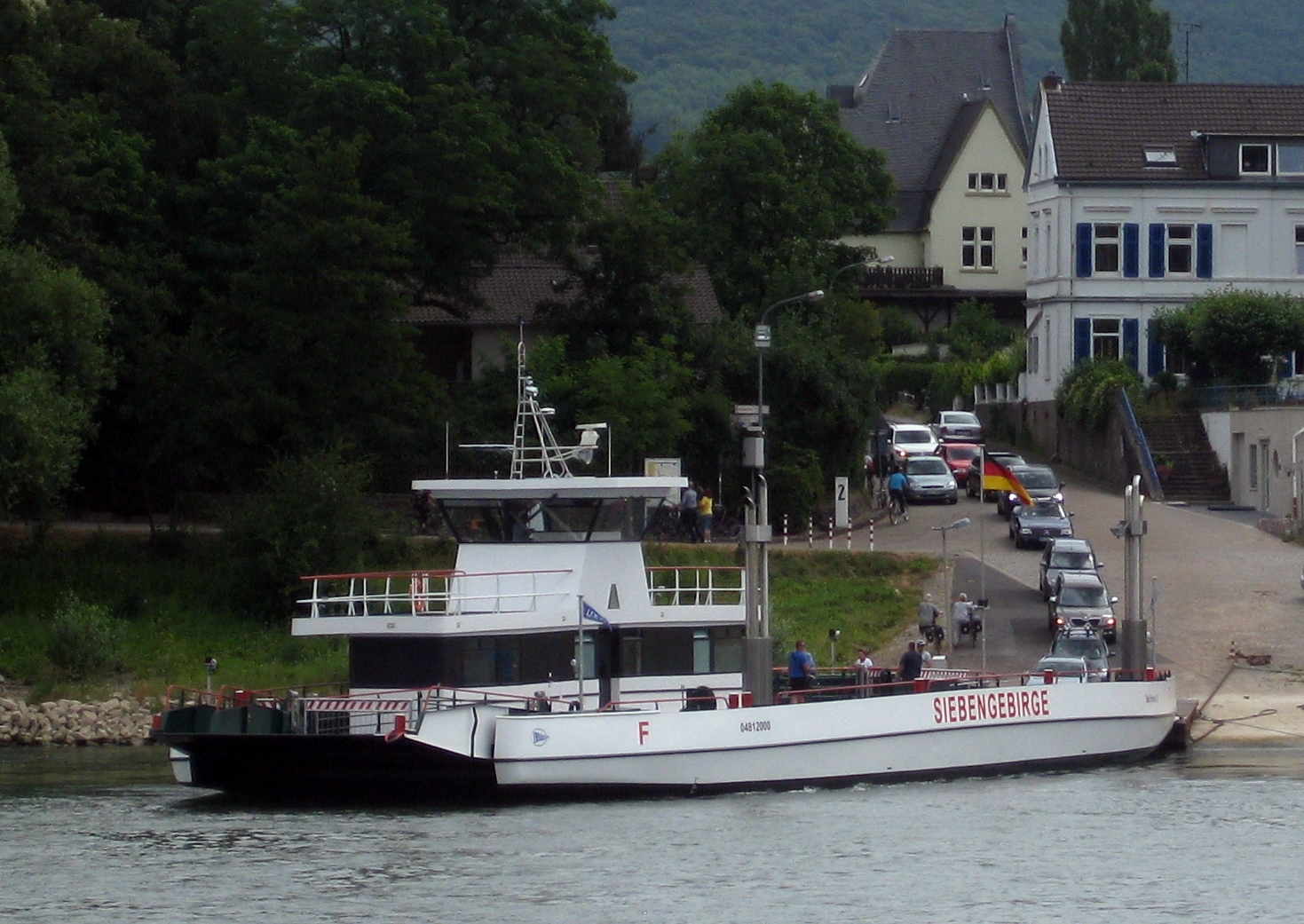
Autofähre Bad Honnef–Rolandseck

### Verkehr

#### Straßenverkehr
Bad Honnef liegt direkt an der, in Richtung Bonn vierspurigen, 1958 eröffneten B 42 und hat zwei Anschlussstellen: Rhöndorf und Bad Honnef („Honnefer Kreuz“). Das Honnefer Kreuz mit seinem Brückenbauwerk verbindet auch die westlich der Bundesstraße und Schienenstrecke liegenden Ortsbereiche mit den östlichen. Diese Anschlussstelle wurde von 2005 bis 2008 umgebaut. In Aegidienberg mit Erreichbarkeit über die ca. 6 Kilometer durch den Honnefer Stadtwald verlaufende Schmelztalstraße (L 144) ist die Stadt mit der A 3 verbunden (Anschlussstelle 34 Bad Honnef/Linz).
Durch Bad Honnef führen 5,2 Kilometer Bundesautobahnen, 5,5 Kilometer Bundesstraßen, 24,7 Kilometer Landesstraßen sowie 9,1 Kilometer Kreisstraßen. Insgesamt führen durch das Stadtgebiet 44,5 Kilometer Straßen des überörtlichen Verkehrs.
In der Stadt waren am 1. Januar 2018 17.296 Kraftfahrzeuge zugelassen, davon 15.063 Pkw.

#### Fährverkehr
Bedeutung für den innerstädtischen Verkehr hat die Rheinfähre Bad Honnef–Rolandseck in Lohfeld, die ihren Ursprung in einer seit den 1870er-Jahren betriebenen Gierseilfähre hat. Bis 1969 kam hier das Fährschiff Amt Neuhaus (damals Rheinhilde) zum Einsatz, danach die Siebengebirge, ab 2015 deren gleichnamiger Nachfolger.

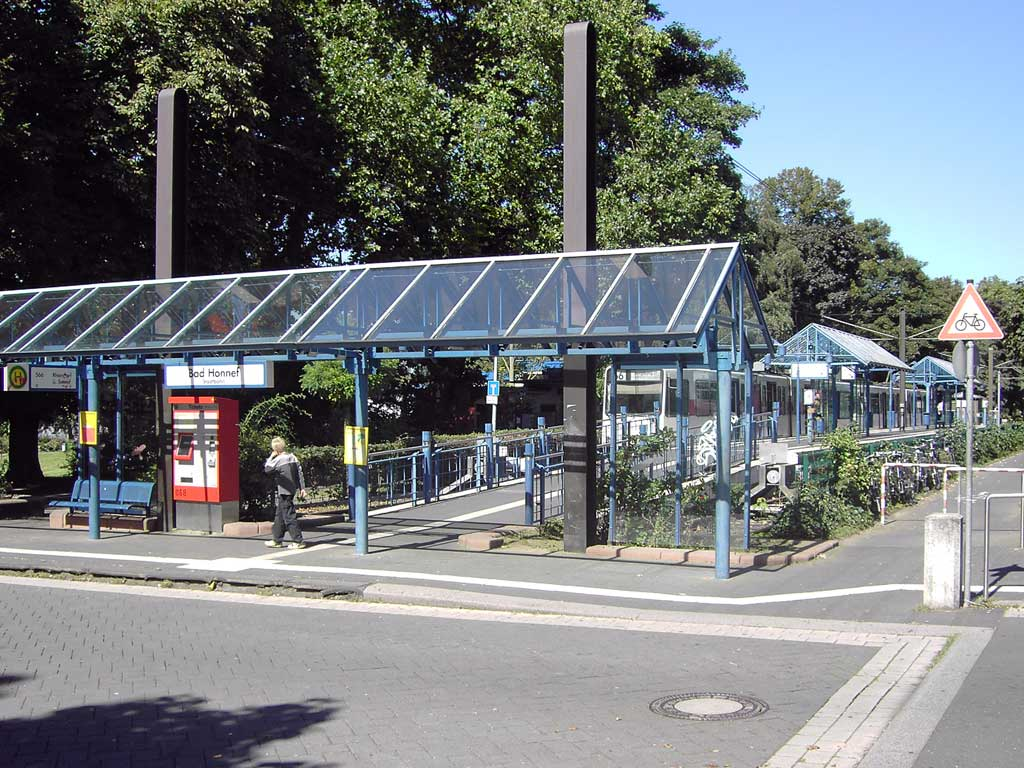
Endhaltestelle Bad Honnef der Stadtbahnlinie 66

#### Schienen- und Busverkehr
Durch die DB Regio NRW ist Bad Honnef mit den Bahnhöfen Bad Honnef (Rhein) und Rhöndorf (rechte Rheinstrecke) an die Regional-Express-Linie RE 8 (Rhein-Erft-Express) und die Regionalbahn RB 27 (Rhein-Erft-Bahn) Mönchengladbach–Köln–Koblenz mit Anbindung an den Flughafen Köln/Bonn angeschlossen. Beide Regionalzuglinien bieten zusammen einen angenäherten Halbstundentakt tagsüber. Das Bahnhofsgebäude Bad Honnef wurde 2011 an ein Bad Honnefer Unternehmen verkauft, das bereits seit längerem Geschäftsräume im Bahnhof hatte. Seitens der Stadt bestehen Planungen, den Bahnhof langfristig an die Endhaltestelle der Stadtbahn (s. u.) zu verlegen. Im Süden des Bahnhofs bestehen Industrieanschlussgleise der Firma Asea Brown Boveri (ABB, heute Hitachi) bzw. der ASEA GmbH. Die rechte Rheinstrecke besitzt im Stadtgebiet zwei Eisenbahnüberführungen und wird fünfmal überquert, davon viermal durch reine Fußgängerüberführungen; hingegen sind keine Bahnübergänge mehr vorhanden. Die ICE-Schnellfahrstrecke Köln–Rhein/Main durchquert ohne Halt mit mehreren Tunnel- und Brückenbauwerken das östliche Stadtgebiet von Bad Honnef (Stadtbezirk Aegidienberg) und besitzt in Orscheid ein Unterwerk.

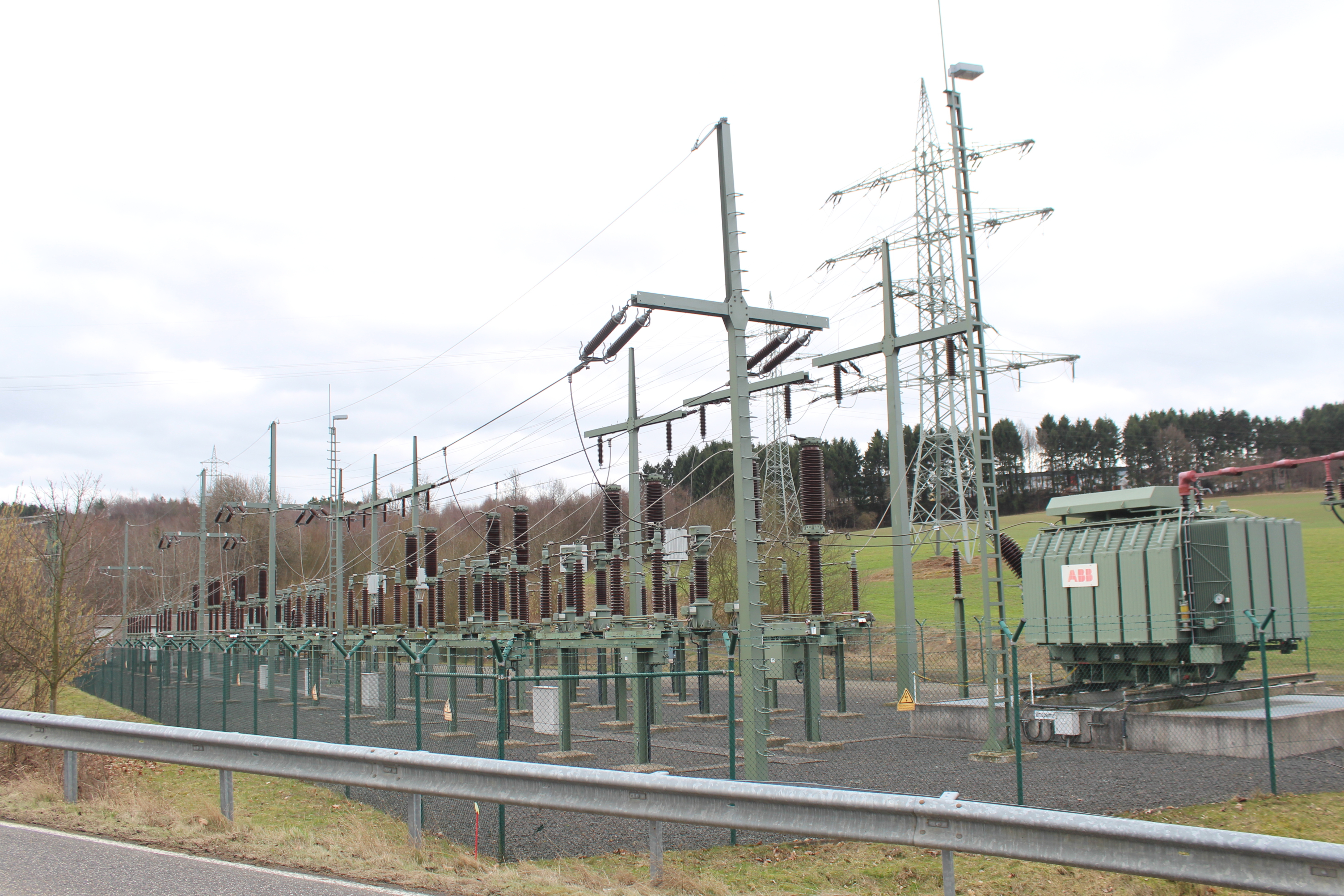
Unterwerk Orscheid

Die Stadt ist außerdem durch die im 20-Minuten-Takt verkehrende, in Bad Honnef beginnende und direkt am Rhein verlaufende Stadtbahnlinie 66 auf der Siebengebirgsbahn der SSB mit Königswinter, Bonn, Sankt Augustin und Siegburg verbunden. Die zur Bonner Stadtbahn gehörende Strecke besitzt dabei drei Haltestellen im Stadtgebiet: Bad Honnef, Bad Honnef Am Spitzenbach und Rhöndorf.
In Bad Honnef existieren vier Buslinien, die von der Rhein-Sieg-Verkehrsgesellschaft, die Linien 562 und 565 gemeinsam mit dem Verkehrsunternehmen Martin Becker, betrieben werden. Es gelten die Tarife des Verkehrsverbundes Rhein-Sieg, der Bad Honnef bedient.
- Die Linie 560 führt von der Bad Honnefer Stadtbahn-Endhaltestelle in den Königswinterer Stadtteil Oberpleis.
- Die Linie 562 führt vom Asbacher Markt zur Endhaltestelle der Stadtbahn in Bad Honnef.
- Die Linie 565 führt vom Linzer Bahnhof zur Endhaltestelle der Stadtbahn in Bad Honnef. Die Strecke führt durch Erpel, Unkel und Rheinbreitbach.
- Die Linie 566 führt von der Stadtbahnhaltestelle Rhöndorf durch das Stadtzentrum und Selhof bis zur Berck-sur-Mer-Straße im Honnefer Süden.

#### Fahrrad
Bad Honnef wird in Rheinnähe in Süd-Nord-Richtung vom internationalen Fernradweg EuroVelo 15 (EV15) durchquert. Diese, auch mit „Rheinradweg“ oder „Erlebnisweg Rheinschiene“ genannte Fernstrecke verbindet die Quelle mit der Mündung des Rheins und verläuft meist an beiden Ufern.
Auf dem Bad Honnefer Gebiet führt die Strecke in Rheinnähe teilweise über Radwege, die vom Kraftfahrzeug-Verkehr und in den Rheinanlagen auch abschnittsweise von Fußgängerwegen getrennt sind.
Über die südliche Streckenführung des EV15 verläuft in Bad Honnef auch die Westerwaldschleife, eine Rad-Route um den Westerwald, in deren Abschnitt von Linz/Rhein nach Wissen/Sieg. An der mit Knotenpunkt 6 beschilderten Abzweigung in Höhe der Berck-Sur-Mer-Brücke verlässt die Westerwaldschleife den EV15 und führt über die Seelhofer Straße in den Naturpark Rhein-Westerwald. Die Westerwaldschleife ist auf dem Bad Honnefer Gebiet ebenfalls identisch mit der Rheinland-Pfalz-Radroute (Rund um Rheinland-Pfalz).
Im Süden der Stadt gibt es über die Rheinfähre Bad Honnef–Rolandseck eine direkte Anbindung zum linksrheinischen EuroVelo 15.

### Medien
Über 120 Jahre bestimmte die 1881 gegründete Honnefer Volkszeitung (HVZ), die ab 1886 von der Buchhandlung und Druckerei Werber zunächst im Haus Hauptstraße 82 und ab 1904/05 im sogenannten Haus Gutenberg (Hauptstraße 40) aus geleitet wurde, die Medienlandschaft der Stadt. Im Zuge der Pressekonzentration wurde die Zeitung, eine der kleinsten Tageszeitungen Deutschlands, im Sommer 2002 dem Bonner General-Anzeiger angegliedert und verlor damit die Eigenständigkeit.
Als Reaktion darauf bildete sich eine Initiative, die den Fortbestand der eigenständigen, in der Stadt verankerten Berichterstattung über Bad Honnef sichern sollte. Im August 2002 kam es dann zur Gründung der Honnefer Sonntagszeitung (HSZ), die seitdem die kleinste deutsche Sonntagszeitung war. Bis 2006 waren mit der HSZ in der Stadt zwei Redaktionen vertreten, die sich dem örtlichen Lokalgeschehen widmen. Aufgrund einer zu geringen Kundenzahl erschien allerdings auch diese Zeitung am 6. August 2006 zum letzten Mal. Als „informeller“ Nachfolger der HSZ gibt der Journalist Helmut Böndel nun die freitags erscheinende achtseitige „Honnefer Wochenzeitung-HWZ“ heraus.
Neben der Regionalausgabe des General-Anzeigers erscheint in der Siebengebirgsstadt auch der kostenlose monatliche Veranstaltungskalender Termine Bad Honnef. Die ebenfalls lange existierende Zeitung zum Mittwoch (ZUM) wurde wie die HSZ eingestellt. An alle Haushalte des Bad Honnefer und Königswinterer Stadtgebietes wird des Weiteren wöchentlich die Zeitung Rundblick Siebengebirge verteilt, in der auch das Amtsblatt der Stadt Bad Honnef enthalten ist. Im gesamten Siebengebirgsraum erscheint seit Dezember 1996 ferner die farbige Regionalillustrierte rheinkiesel, deren Verlagsort die benachbarte Gemeinde Rheinbreitbach ist.
Der landesweite TV-Lernsender NRWision bündelt in seiner Mediathek Fernsehsendungen über Bad Honnef bzw. von Fernsehmachern aus Bad Honnef.
Auf dem privatwirtschaftlich betriebenen Nachrichtenportal honnef-heute.de werden tagesaktuell Text-, Bild- und Videobeiträge über Bad Honnefer und regionale Themen veröffentlicht.

## Öffentliche Einrichtungen

### Bildung

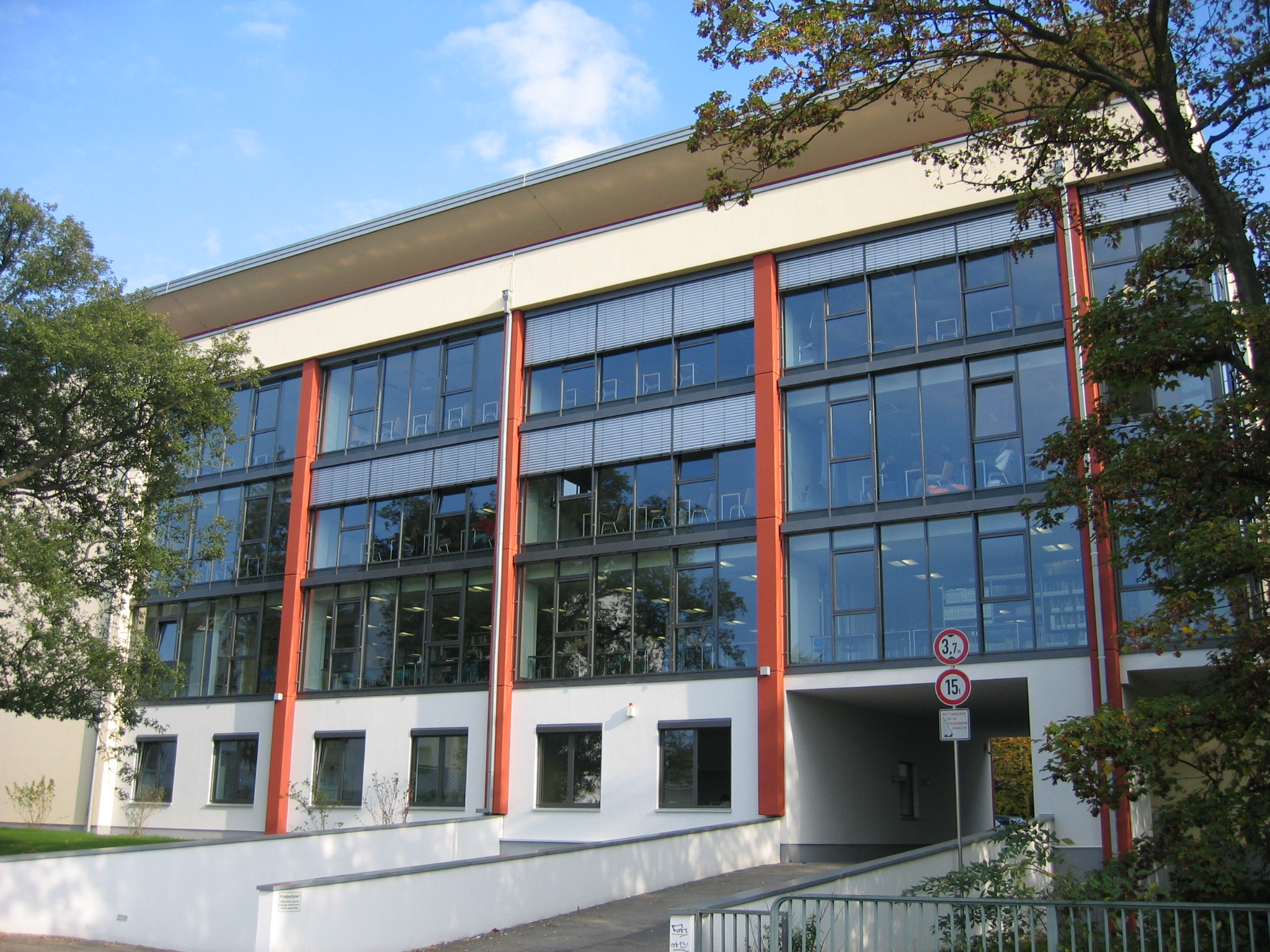
Campus der IUBH Internationale Hochschule

Bedeutend für die Stadt war die Ansiedlung der Internationalen Hochschule Bad Honnef Bonn, die im Jahr 1998 ihren Betrieb im Feuerschlößchen startete und später auf das ehemalige Gelände der St.-Anno-Handelsschule umzog. Seit ihrer Gründung ist die Hochschule auf ca. 1000 immatrikulierte Studenten rasant gewachsen, deshalb wuchs das „Campus-Gelände“ bis Mitte 2006 um mehrere Studentenwohnungen und eine Mensa. Die auf Grundlage der „Vereinbarung über die Ausgleichsmaßnahmen für die Region Bonn“ gegründete Tourismusfachhochschule wurde häufig als „Aushängeschild für Bad Honnef und die Region“ bezeichnet. Nach einer ersten zwischenzeitlichen Umbenennung in International University of Applied Sciences Bad Honnef Bonn (IUBH) trug die Hochschule etwas später den Namen IUBH Internationale Hochschule. 2017 waren campusübergreifend etwa 13.000 Studierende dort eingeschrieben. 2019 verlegte die Hochschule ihren Sitz nach Erfurt, Bad Honnef ist seitdem einer von 28 Standorten. Seit 2021 trägt sie den Namen IU Internationale Hochschule, womit Bad Honnef vollständig aus dem Namen verschwand. Zum 1. Oktober 2025 gibt die IU Internationale Hochschule den Standort Bad Honnef an die Alanus Hochschule für Kunst und Gesellschaft ab.

#### Schulen
- Grundschule GGS Am Reichenberg
- Grundschule Löwenburgschule
- Grundschule Theodor-Weinz-Schule, Aegidienberg
- Grundschule Europaschule, Rhöndorf
- Grundschule St. Martinus, Selhof
- Sonderschule Rudolf-Dreikurs-Schule
- Konrad-Adenauer-Schule, ehemalige Hauptschule, nun mit Räumen für Handelsschule und Volkshochschule
- Real- und Gesamtschule St. Josef, privater Träger
- Siebengebirgsgymnasium
- Gymnasium Schloss Hagerhof, privater Träger
- Internationale Hochschule Bad Honnef Bonn (IUBH), privater Träger
- Nell-Breuning-Berufskolleg für Wirtschaft und Verwaltung in Haus Rheinfrieden, privater Träger
- Handelsschule Bad Honnef (Außenstelle des Berufskollegs des Rhein-Sieg-Kreises in Siegburg), Fachschule für Wirtschaft
- ABS Emmerich – Brandschutzschule NRW – Schulungen und Seminare im Bereich Brandschutz und Erste Hilfe
- Volkshochschule Siebengebirge (kommunales Weiterbildungszentrum der Städte Königswinter und Bad Honnef)[89]

Daneben gab es bis 2022 auf der zu Remagen, damit zu Rheinland-Pfalz gehörenden Rheininsel Nonnenwerth ein privates Gymnasium (bis 2020 der Franziskanerinnen), das zu einem größeren Teil von Bad Honnefer Schülern besucht wurde. Die Insel war über eine Fähre von der Insel Grafenwerth zu erreichen.

### Krankenhäuser

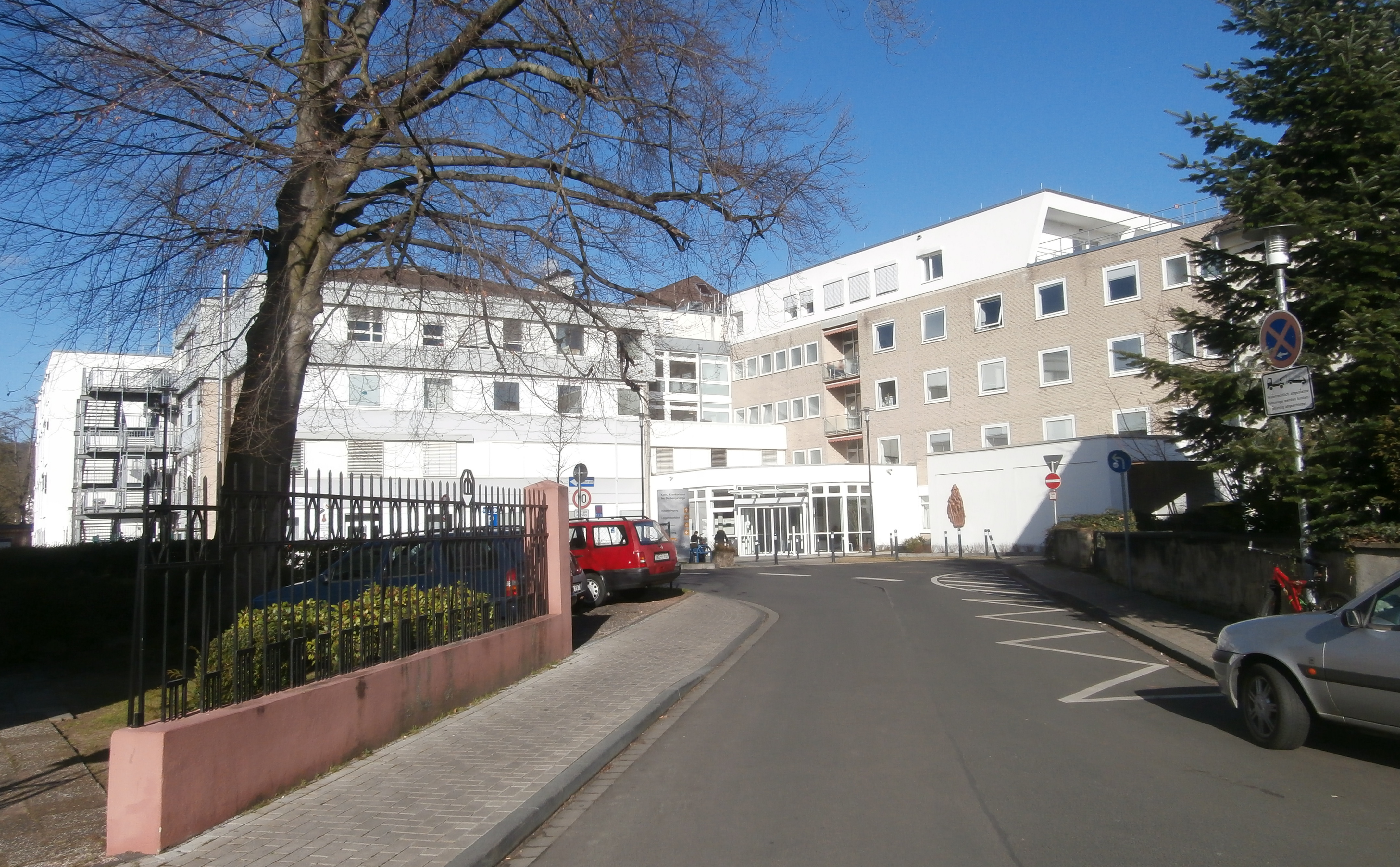
Katholisches Krankenhaus im Siebengebirge (2014)

Im Bereich des Stadtzentrums befindet sich das Katholische Krankenhaus im Siebengebirge (ehemals St.-Johannes-Krankenhaus), das 1886 bis 1888 als Einrichtung der katholischen Kirche unter dem Namen Elise-Philomene-Stift errichtet wurde und von 1964 bis 1968 eine grundlegende Erweiterung erfuhr. Träger dieses Krankenhauses ist die CURA – Katholische Einrichtungen im Siebengebirge gGmbH. Nach der Zusammenlegung mit dem Königswinterer Krankenhaus im Jahre 2011 sind dort etwa 450 Mitarbeiter beschäftigt. Aufgrund der Konzentration in Bad Honnef ist das Krankenhaus erweitert und modernisiert worden.
Des Weiteren ist ebenfalls im Stadtzentrum die Rhein-Klinik angesiedelt, die 1972 als Krankenhaus für psychosomatische Medizin und Psychotherapie eröffnet wurde und seit 2006 in einer benachbarten Villa über eine teilstationäre Tagesklinik verfügt.
Im Jahr 2021 soll eine psychosomatische Klinik in Trägerschaft der Vincera-Kliniken am Standort des ehemaligen Katholisch-Sozialen-Instituts den Betrieb aufnehmen.

## Persönlichkeiten

### Ehrenbürger

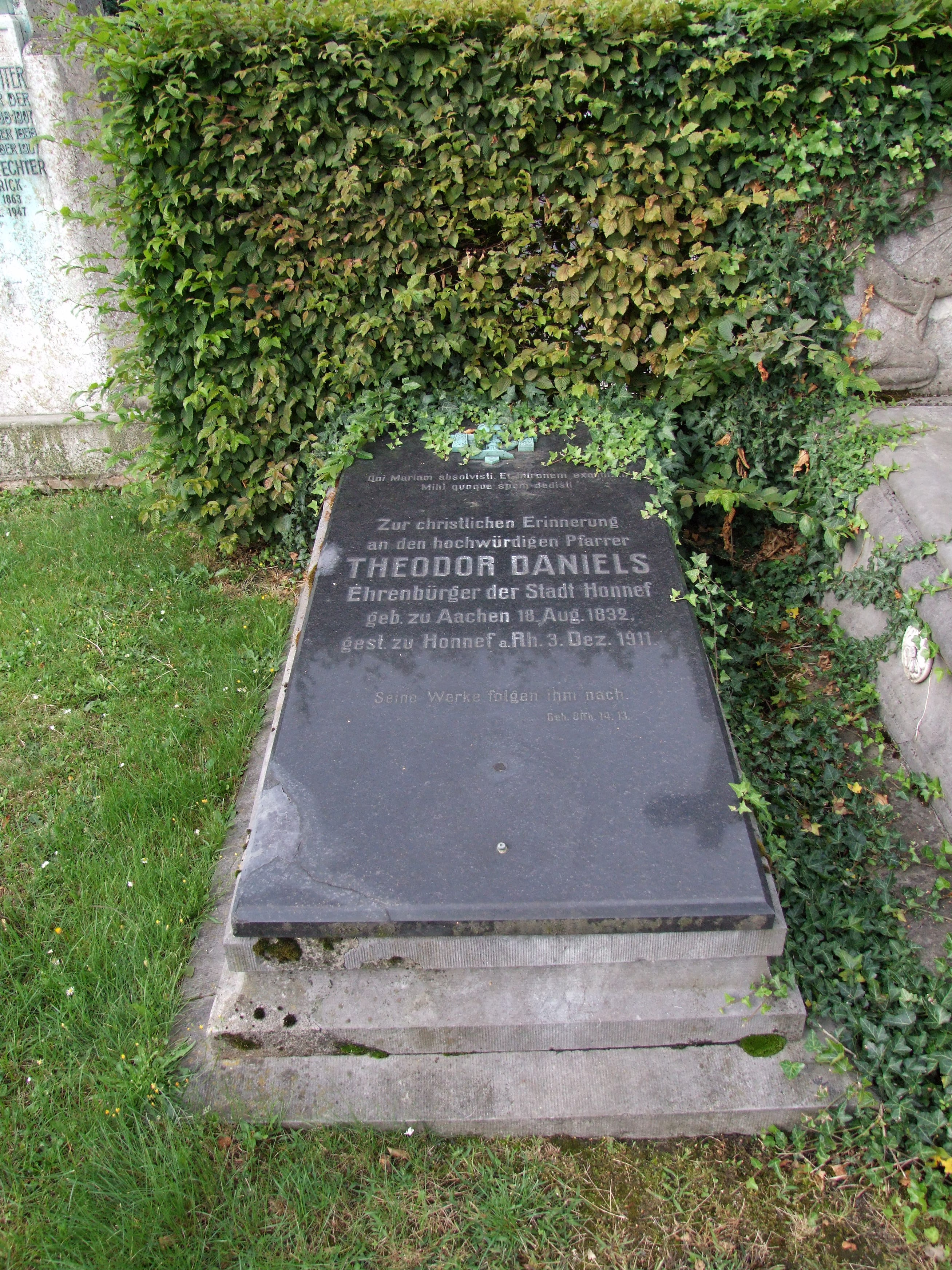
Grab von Theodor Daniels auf dem Alten Friedhof in Bad Honnef

- 1906: Hubert Theodor Daniels (1832–1911), Pfarrer an St. Johann Baptist 1887–1911[91]
- 1910: Mathias Heinrich Göring (1823–1916), Kirchmeister des evangelischen Pfarrverbandes Königswinter/Bad Honnef 1876–1894, mehrfacher Stifter[92]
- 1912: Wilhelm Girardet (1838–1918), Verleger[92]
- 1920: Adolf Jansenius († 1937), langjähriger Stadtverordneter und erster Beigeordneter sowie Kreisdeputierter[91]
- 1926: Josef Rings († 1945), Möbelfabrikant, langjähriger Stadtverordneter und Beigeordneter[91]
- 1933 (2024 aberkannt): Adolf Hitler (1889–1945), Reichskanzler. Ein erster Antrag auf Aberkennung der Ehrenbürgerschaft wurde 1983 vom Rat der Stadt nicht behandelt. Im Juni 2024 stellte eine Schulklasse des Siebengebirgsgymnasiums einen neuen Antrag auf Widerruf des Ehrenbürgerrechts Hitlers, dem der Stadtrat im Oktober 2024 zustimmte.[93]
- 1933: Paul von Hindenburg (1847–1934), Reichspräsident.[94] Der Stadtrat distanzierte sich im Zuge des Antrags auf Widerruf des Ehrenbürgerrechts Hitlers im Oktober 2024 ebenfalls einstimmig von der Ehrenbürgerschaft Hindenburgs.[95]
- 1946: Joseph Frings (1887–1978), Erzbischof, wohnte in den Kriegsjahren 1941–1945 mehrmals in der Stadt[92]
- 1949: Konrad Adenauer (1876–1967), Politiker[92]
- 1973: Jakob Mölbert (1893–1979), Politiker, Bürgermeister von Honnef 1946–1949, 1952–1961 und 1964–1972[59][96]
- 1985: Michael Dick, Politiker, Mitgründer der CDU in Honnef[97][96]

### Söhne und Töchter der Stadt
- Johann Joseph Brungs (1853–1942), Gymnasiallehrer und Heimatforscher
- Nikolaus Steinbach (1854–1936), Bildhauer
- Fritz Tillmann (1874–1953), Theologe
- Otto Butz (1876–1958), Tierzüchter, Preuß. Regierungsrat
- Gottfried Kockelkorn (1876–1932), Lehrer, Journalist und Publizist der Deutschen Volkspartei
- Hermann Honnef (1878–1961), Erfinder und Windenergiepionier
- Josef Rings (1878–1957), Architekt und Stadtplaner
- Curt Haase (1881–1943), Offizier, zuletzt Generaloberst und Oberbefehlshaber der 15. Armee im Zweiten Weltkrieg
- Georg Broel (1884–1940), Maler und Zeichner
- Franzjosef Schneider (1888–1972), Karnevalist und Heimatdichter
- Wilhelm Pinnecke (1897–1938), Politiker (KPD), Mitglied des Reichstages
- Dora Ilse (1898–1979), Biologin
- Boris Papandopulo (1906–1991), Komponist und Dirigent
- Georg Wimmelmann (1906–1983), Architekt, Maler und Numismatiker
- Karl Peter Berg (1907–1949), SS-Lagerkommandant und Kriegsverbrecher
- Georg Kliesing (1911–1992), Politiker (CDU), Mitglied des Deutschen Bundestages
- Johannes Reinarz (1920–2004), Bildhauer
- Werner Vreden (1924–1990), Bauingenieur mit Büro in Bad Honnef
- Gerd Muhr (1924–2000), Gewerkschafter, 1969 bis 1990 stellvertretender Vorsitzender des DGB
- Franz Brungs (* 1936), Fußballspieler
- Klaus Stadtmüller (1941–2021), Jurist und Schriftsteller
- Dieter Geuenich (* 1943), Historiker
- Dieter Overdieck (* 1943), Botaniker und Hochschullehrer
- Wolfgang Hillen (* 1945), Romanist und Bibliothekar
- Dietmar Giebelmann (* 1946), römisch-katholischer Geistlicher, ehemaliger Generalvikar des Bistums Mainz
- Peter Frankenberg (* 1947), Politiker (CDU), Minister in Baden-Württemberg
- Wolfgang Ockenfels (* 1947), Dominikaner, Sozialethiker
- Joachim Vobbe (1947–2017), Bischof der Alt-Katholiken
- Karl-Heinz Wolf (1949–2017), Gastronom und Unternehmer
- Rolf Cremer (* 1949), Wirtschaftswissenschaftler und Präsident der EBS Universität für Wirtschaft und Recht.
- Peter Hintze (1950–2016), Politiker (CDU), Mitglied des Deutschen Bundestages
- Hans-Gerd Jauch (* 1953), Rechtsanwalt und Insolvenzverwalter
- Hermann Josef Hack (* 1956), bildender Künstler
- Erika Romberg (* 1957), Politikerin (GAL), Mitglied der Hamburgischen Bürgerschaft
- Jürgen Brüning (* 1958), Filmemacher
- Jörg Bensberg (* 1960), Jurist, Politiker und Landrat des Landkreises Ammerland
- Guido Westerwelle (1961–2016), Politiker (FDP), Außenminister und Vizekanzler der Bundesrepublik Deutschland (2009–2013)
- Karl Jüsten (* 1961), römisch-katholischer Priester, Leiter des Kommissariats der deutschen Bischöfe – Katholisches Büro in Berlin
- Michaela Marwich (* 1962), Autorin
- Jan-Werner Müller (* 1970), Politikwissenschaftler und Hochschullehrer
- Marcus Bornheim (* 1974), Journalist, ARD-Chefredakteur
- Jamal Naji (* 1986), Handballspieler und -trainer
- Sebastian Schmidt (* 1986), Basketballfunktionär
- Kurt Tallert (* 1986), Autor und Musiker
- Lisa Hartung (* 1991), Mathematikerin und Hochschullehrerin
- Gerrit Klein (* 1991), Schauspieler
- Hannah Pohl (* 1994), Badmintonspielerin
- Martin Diedenhofen (* 1995), Politiker (SPD), Mitglied des Deutschen Bundestages
- Sydney Lohmann (* 2000), Fußballspielerin
- Romé Weimar (* 2002), Schauspieler

### Weitere Persönlichkeiten, die mit der Stadt in Verbindung stehen
- Franz Xaver Trips (1630–1696), Pfarrer in Honnef 1670–1696, Ortschronist
- Karl Simrock (1802–1876), Dichter und Philologe
- Hermann Schaaffhausen (1816–1893), Anthropologe und Mitbegründer des Rheinischen Landesmuseums
- Wilhelm August Bredt (1817–1895), preußischer Politiker und Gründer der Lungenheilanstalt Hohenhonnef
- Hugo von Obernitz (1819–1901), preußischer General und Generaladjutant Kaiser Wilhelms I.
- Königin Sophie von Schweden (1836–1913), häufiger Kurgast in Bad Honnef
- Peter Saget (1859–1933), Journalist, Dichter
- Rudolf Huch (1862–1943), Jurist, Autor
- Wilhelm Kerp (1866–1953), Chemiker, lebte lange in Bad Honnef
- Ottomar Stein (1867–1958), Architekt zahlreicher Bauten in Bad Honnef
- Max Riese (1868–1943), Erfinder der Penaten-Creme
- Julius Bretz (1870–1953), Landschaftsmaler und Mitbegründer des Düsseldorfer Sonderbunds
- Wilhelm Kreis (1873–1955), Architekt
- Carlo Mense (1886–1965), Künstler
- Franzjosef Schneider (1888–1972), Honnefer Heimatdichter
- Alfred Nourney (1892–1972), Überlebender beim Untergang der Titanic
- Egidius Schneider (1893–1958), katholischer Erwachsenenbildner
- Friedrich Vordemberge (1897–1981), Maler und Kunstprofessor
- Hans Speidel (1897–1984), General und Oberbefehlshaber bei der NATO
- Lauritz Lauritzen (1910–1980), Politiker, Bundesminister
- Herta Oberheuser (1911–1978), Ärztin im KZ Ravensbrück, lebte von 1965 bis 1978 in Bad Honnef
- Heimo Dolch (1912–1984), römisch-katholischer Geistlicher, Physiker, Theologe und Professor an der Universität Bonn
- Wilhelm Schneemelcher (1914–2003), evangelischer Theologe und Professor an der Universität Bonn
- Heinz G. Konsalik (1921–1999), Autor
- Peter Scholl-Latour (1924–2014), Journalist und Publizist
- Bernhard Schramm (1924–2016), Bankmanager und Verbandspräsident, wohnte 1980–2016 in Rhöndorf
- Karl Günter Werber (1929–2013), Germanist und Buchhändler, Autor zahlreicher Veröffentlichungen zur Stadtgeschichte
- Friedhelm Ost (* 1942), Fernsehjournalist und Politiker
- Manfred Speck (1946–2023), politischer Beamter und Staatssekretär
- Damo Suzuki (1950–2024), japanischer Sänger, in Bad Honnef beigesetzt
- Ursula Peysang (1953–1991), Schlagersängerin (Uschi); in Bad Honnef beigesetzt
- Claudia Solzbacher (* 1956), Erziehungswissenschaftlerin
- Stefan Vesper (* 1956), Generalsekretär des Zentralkomitees der deutschen Katholiken
- Pia Frankenberg (* 1957), Autorin, Regisseurin
- Thomas Heyer (* 1959), Fernsehjournalist
- Kay Scheller (* 1960), Präsident des Bundesrechnungshofes
- Peter Kohlgraf (* 1967), römisch-katholischer Geistlicher, Bischof von Mainz, wohnte einige Jahre in Rhöndorf
- Sebastian Pufpaff (* 1976), Kabarettist, Moderator
- Jonathan Grunwald (* 1983), Politiker (CDU) und Landtagsabgeordneter
- Kurt Tallert, alias Retrogott (* 1986), Musikproduzent, Musiker